# Менора

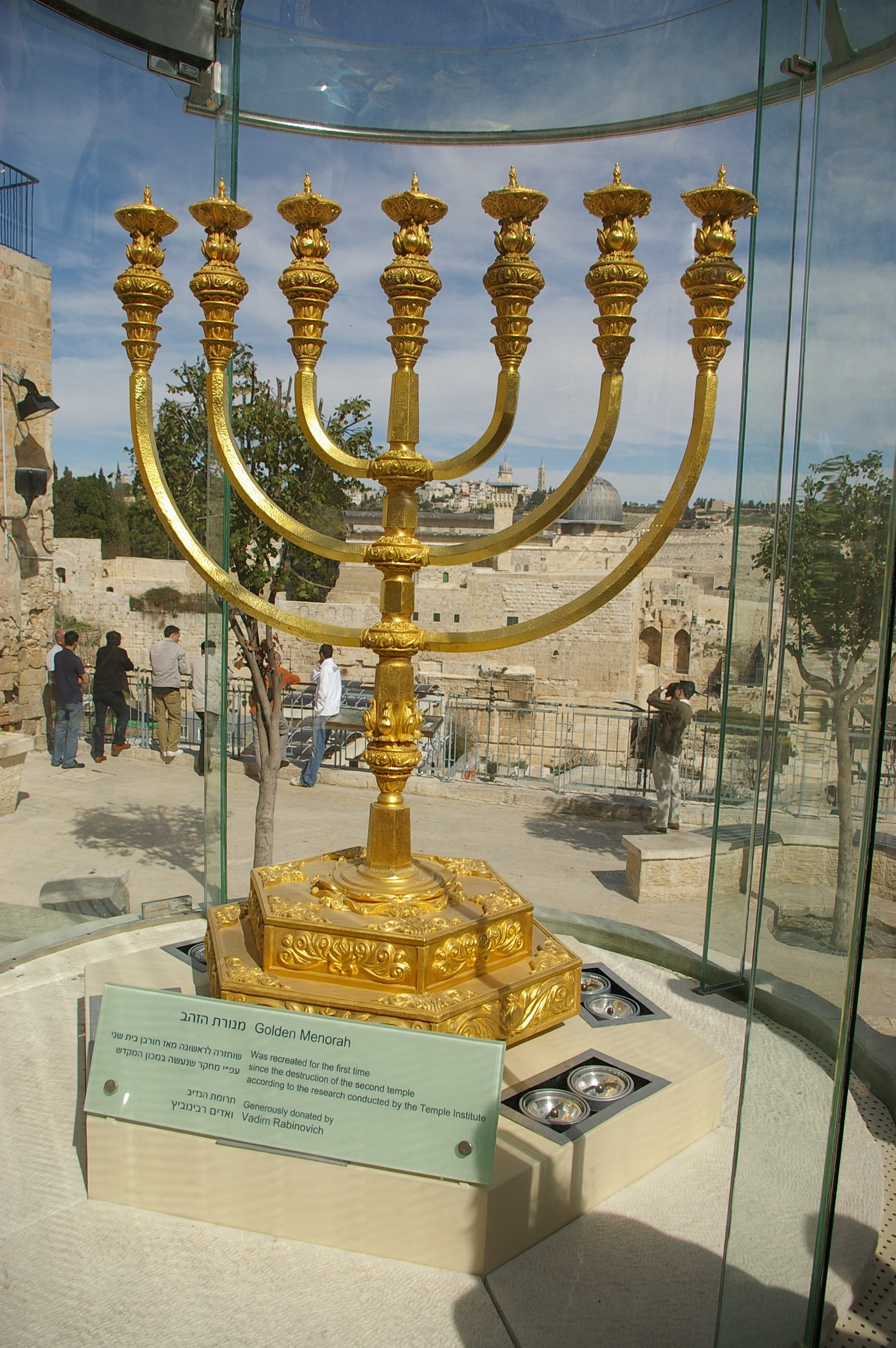
Менора для Третьего Храма, установленная в Иерусалиме

Мено́ра (др.-евр. מְנוֹרָה‬, дословно — «светильник») — золотой семирожковый светильник, или подсвечник на семь свечей (семисвечник), который, согласно Библии, находился в скинии собрания во время исхода, а затем и в Иерусалимском Храме, вплоть до разрушения Второго храма римлянами в ходе Первой Иудейской войны. Является одним из древнейших символов иудаизма и еврейских религиозных атрибутов. Символ меноры широко распространился по Римской империи с I века и, вероятно, символизировал ожидание мессии. Ханукию — ханукальный подсвечник в виде меноры с девятью ветвями, имела каждая еврейская семья, в связи с чем в XVIII—XIX веках они стали предметом массового производства.
В XX—XXI веках изображение меноры (наряду со звездой Давида) является наиболее распространённой национальной и религиозной еврейской эмблемой. Менора изображена и на гербе Израиля.
Символ меноры используют также самаритяне. Христиане примерно до 800-х годов использовали менору наравне с крестом. Православный алтарный семисвечник одновременно указывает на менору храма Соломона и Дух Святой; по форме христианский семисвечник отличается от еврейской и самаритянской меноры.

## Терминология и общий вид
Еврейское библейское слово «мено́ра» родственно арабскому «минаре́т» (араб. منارة‎) и арамейскому «мно́рто» (арам. מְנָרְתָא в контексте, использованном в Мф. 5:15). Все эти слова восходят к общесемитскому корню n-w-r — «освещать»; близкое еврейскому библейскому «нер» («масляный светильник»; в современном иврите — «свеча», ивр. נֵר‎), арамейскому «нуро» («пламя»).
Согласно традиции, создание меноры, как и всей священной утвари в скинии, было предписано Богом Моисею на горе Синай (Исх. 25:9). В скинии менора помещалась в святилище перед южным краем завесы (др.-евр. פָּרֶכֶת‬ парохет), скрывавшей от глаз Святая Святых, симметрично столу предложения (Чис. 4:7), стоявшему перед северным краем завесы (Исх. 26:35; Исх. 40:24). Первосвященник зажигал менору в сумерки и очищал её горелки утром (Исх. 30:7—8), она горела всю ночь (1Цар. 3:3); в книге Исход (Исх. 27:20; также Лев. 24:2—4) её пламя названо «постоянный светильник» (др.-евр. נֵר תָּמִיד‬ нер тамид). Иосиф Флавий свидетельствовал, что три из семи лампад меноры горели также и днём («Иудейские древности». 3. 199).
В библейском описании менора такова:

…чеканный должен быть сей светильник; стебель его, ветви его, чашечки его, яблоки его и цветы его должны выходить из него; шесть ветвей должны выходить из боков его: три ветви светильника из одного бока его и три ветви светильника из другого бока его; три чашечки наподобие миндального цветка, с яблоком и цветами, должны быть на одной ветви, и три чашечки наподобие миндального цветка на другой ветви, с яблоком и цветами: так на [всех] шести ветвях, выходящих из светильника; а на [стебле] светильника должны быть четыре чашечки наподобие миндального цветка с яблоками и цветами; у шести ветвей, выходящих из [стебля] светильника, яблоко под двумя ветвями его, и яблоко под другими двумя ветвями, и яблоко под [третьими] двумя ветвями его, яблоки и ветви их из него должны выходить…— Исх. 25:31—36
В этом описании в Танахе ветви меноры именуются «тростниками» (קָנֶה‬, канэ), в Септуагинте — καλαμίσκος (каламискос — «трубочка»). Всё это указывает на то, что конструкция была разделена на семь частей, однако её конкретная форма является предметом дискуссии.
По отношению к семисвечнику в библейских текстах использовались разные термины. Помимо собственно меноры, в Писании встречается и арамейский термин (מְנָרְתָא‬, мно́рто) — в Исх. 35:14 и Чис. 4:9. В талмудическом арамейском языке ему соответствует (שרגא‬ шрага); этот термин — и личное имя — имеет несколько иное значение, которое может быть передано латинским lychnuchus («светильник; подсвечник; лампа»). В Талмуде, предположительно, синонимами меноры могли выступать следующие обозначения светильников: (др.-евр. נברשת‬ ниврешет), зафита или (др.-евр. נֵר‬ нер). Последний термин используется и в библейской первой книге Самуила (3:3).
По мере развития талмудического богословия, для раввинов стало очевидным, что воочию представить себе устройство меноры из библейского описания невозможно. Так появилось агадическое предание о том, что Бог показал Моисею образец меноры, но тот не мог толком описать его, и работу исполнил только по божественному вдохновению Бецалель бен-Ури (дословный перевод его имени — «под сенью Бога, сын Света»). Нахманид в комментарии к Исходу констатировал невозможность реконструкции облика меноры в скинии и утверждал, что это — мудрость, сокрытая Богом. С. Файн не без иронии отмечал, что попытка реконструкции первоначальной меноры сродни попытке реконструировать самовар для человека, который никогда его не видел и не имеет понятия об употреблении чая. Он же утверждал, что ошибочным было бы переносить изображения меноры эпохи Второго храма на более древние времена. Объясняется это и тем, что описанные Иосифом менорот были созданы около II века до н. э. и вряд ли воспроизводили более древние формы.

## Смысл и значение меноры

### Происхождение меноры по археологическим данным
Р. Хахлили, на основе собственного анализа археологических находок, отвергла гипотезу К. Мейерс о египетском происхождении меноры. Напротив, одно- и многоствольные светильники на высоком основании характерны для культур бронзового и железного веков Палестины, Сирии и Эгеиды. Она склонна разделять представления М. Харана и Й. Гутмана, что описания многорожковой меноры в Скинии и Первом Храме — это перенос на древность реалий эпохи Второго Храма, а описания были введены в древний канон с целью прославления прошлого и легитимации культа Иерусалимского храма. К рубежу нашей эры нет сомнений в существовании меноры в форме семиствольного светильника, вершины которого располагались на одном уровне; после разрушения Храма в 70 году число изображений стало резко увеличиваться. Таким образом, менора в общепринятом представлении возникла в период между окончанием Вавилонского пленения и эпохой Хасмонеев, но только после падения Иерусалима она обретает статус символа иудеев и их веры, и только с I века её изображение стало маркировать синагоги и еврейские погребения, как в Палестине, так и в рассеянии.

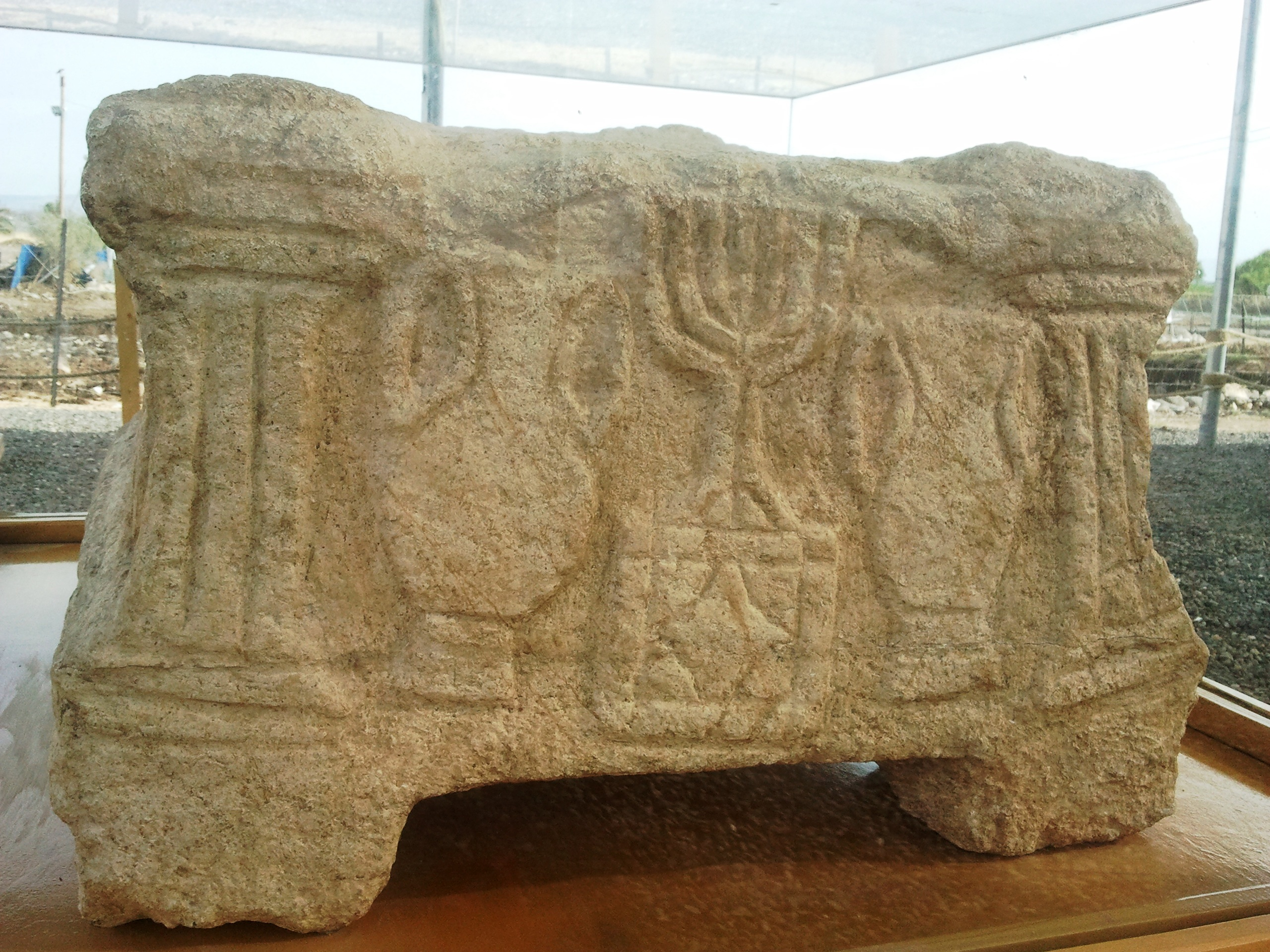
Магдальский камень из синагоги в Магдале. Датирован периодом до разрушения Храма

Несмотря на утверждения античных авторов — Филона и Иосифа Флавия — о космическом смысле меноры, большинство исследователей XX века связывали разветвлённую форму меноры с мотивом мирового древа. Если проводить параллели с ханаанской мифологией бронзового века, Древом жизни здесь было оливковое дерево, замещённое менорой. Практически все традиции — раввинская, псевдэпиграфическая, христианская и гностическая — сходятся в том, что менора символизирует Бога, опирающегося на Древо жизни в Эдемском саду. К. Мейерс уточняла, что древо в библейском контексте символизировало Божественное присутствие, функцию ниспослания жизни или вечной жизни. В эллинистическую эпоху, однако, эти мотивы потеряли свою значимость и были забыты. Существует определённая связь между менорой и миндальным деревом, тем более, что миндаль был частью декора меноры. Миндаль был священным древом в Вефиле, а его плоды, символизирующие жизнь, в эпоху Второго храма превратились в светильники, вместилище и податель символического огня. В то же время, в книге Исход рожки меноры прямо названы тростниками, и лишь в последующих библейских переводах были интерпретированы как ветви. К. Мейерс, подытоживая свои изыскания, утверждала, что в меноре соединились элементы, противоречащие древесной природе этого объекта, в частности, подателя света. Семиствольная менора должна быть признана уникальной формой, хотя и имеющей в основе культовые предметы и светильники Ханаана железного века.
Место происхождения меноры как символа еврейства является дискуссионным. Выдвигалась версия, что менора использовалась как символ участников антиримских выступлений и в диаспоре была распространена изначально гораздо больше, чем в Израиле. Действительно, некрополь Бет-Шеарим служил для погребения евреев из диаспоры. Менора была удобным символом, позволявшим отличать евреев от христиан и язычников, и стала символом национальной идентификации, отличной от страны проживания. Вероятно, это произошло со II века одновременно в Риме, Вавилоне и североафриканских провинциях.

### Богословские истолкования

#### Филон и Иосиф
Первую письменно зафиксированную попытку разъяснить смысл и значение меноры предпринял Филон Александрийский. В «Толковании „Исхода“», он связал форму меноры с устройством мироздания, в котором центральное место занимает Солнце — ствол, а ветви справа и слева символизируют планеты выше (слева направо — Сатурн, Юпитер, Марс) и ниже Земли (Венера, Меркурий и Луна). Эту метафору Филон углубил в «Житии Моисея», добавив к картине мироздания ещё и связь с гармонией небесных сфер: круглая форма ветвей символизирует божественную музыку, а гармония удерживает планеты-светильники на своих путях, только в своём соединении они несут свет миру. Филон связывал центральный ствол с женским началом — матриархом Саррой, добродетель которой сияла ярче остальных светильников и связана также с Божественным оком. В экзегезе Филона это также отсылает к Иисусу Сирахову (Сир. 26:16—17). Вероятно, это связано и с тем, что существительное менора — женского рода. Иосиф Флавий, живший поколением позже Филона, в «Иудейской войне» (5. 216—217) повторил тезис, что число ламп указывает на число планет. О том же он писал и в «Иудейских древностях» (3. 146).

#### Ранняя христианская традиция
Интерес к меноре в христианской среде — в контексте параллелей между Храмом Соломона и Церковью как Тела Христова — очевиден уже из Откровения Иоанна Богослова. В первой главе упоминаются семь золотых светильников (Отк. 1:12), которые отождествляются с семью церквами в Малой Азии (Отк. 1:20). Связь между Храмом и церковными строениями описана в послании Евсевия Кесарийского Паулину Тирскому, датируемом примерно 313 годом; храмовые образы многочисленны в панегириках Евсевия. Хотя он не упоминал именно семиствольную менору, но именовал епископа Паулина — строителя церквей — «новым Веселеилом». Беда Достопочтенный в гомилиях к Ветхому Завету, рассуждая о Скинии, не мог пройти и мимо образа меноры. Беда давал каждому из элементов меноры последовательно символическую интерпретацию: так, менора со столом предложения символизирует вечность Церкви, находящейся вне времени и пространства. Менора также указывает на главу Церкви — Иисуса Христа, а ветви меноры — Тело Христово, питающее всё человечество верой. При этом две тройных группы ветвей по сторонам от ствола символизируют разделение времён до и после Воплощения.

#### Средневековая традиция

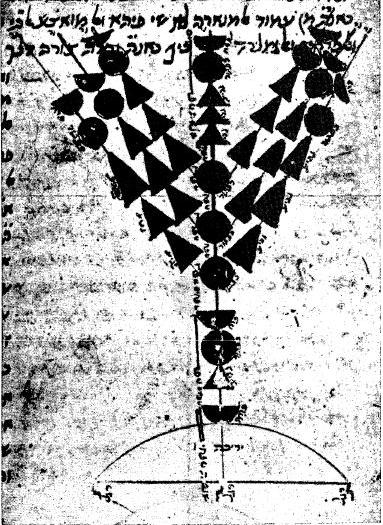
Реконструкция меноры, выполненная Маймонидом. Рукопись Perush Hamishnayot, комментарий к Менахот 3:7. Между 1168 и 1204 годами

В традиции мидрашей менору признавали символом еврейского народа, управляемого раввинами. В комментарии к Менахот (28b) Раши пытался представить образ меноры. Рассуждая о ветвях меноры и их украшениях, Раши сравнивал их «с узорами на колоннах». С. Файн проводил параллели с синагогой Вормса, в которой капители колонн были украшены абстрактным орнаментом. Более того, Раши объявил, что на французском языке того времени этот орнамент именуется nieller, — термин, который едва ли более понятен, чем библейские. В 1942 году Мордехай Наркисс предположил, что этот термин обозначал чернение в ювелирном деле, то есть тонкое и мелкое украшение полированной поверхности. В XI веке церковь аббатства Клюни была отделана серебряными пластинами, украшенными чернью. В оксфордской рукописи комментария Раши приведён схематичный рисунок, на котором менора показана с округлыми ветвями, причём центральный ствол украшен спиралевидным орнаментом. Евреи в тот период не использовали меноры в синагогах, однако в каролингской и оттоновской Европе изготавливали храмовые семисвечники. Один из них, выполненный для Матильды — внучки императора Оттона Великого — в монастыре Св. Троицы в Эссене, имел высоту 3,3 м. Однако в рукописи Маймонида менора представлена совершенно иной — с прямыми, а не полукруглыми ветвями, непосредственно исходящими из ствола. Пояснения к рисунку, а также комментарий сына Маймонида — Абрахама — только затемняют вопрос.

### В каббалистике
В каббалистических представлениях менора являлась символом структуры древа сефирот. Первым каббалистическим комментатором, истолковавшим менору в символической терминологии, был Ашер бен Давид в трактате Перуш Шем ха Мефораш. Его толкование отличается от предложенного Менахемом Реканати. Впрочем, в обоих толкованиях центральная идея практически совпадает: хотя менора состоит из ветвей, бутонов, чашечек и прочего, она является не комбинацией частей, но одним целым, созданным из одного слитка золота. Так же точно и мир сефирот, хотя и множественен, в глубинной сути является единым. Семь ветвей меноры символизируют семь нижних сефирот. Ашер бен Давид и Реканати особо выделяли центральный ствол, отождествляемый со сфире тиферет, который также соответствует человеческому телу, из которого выходят конечности. Сефира тиферет также символизирует божественную благодать, истекающую из горнего мира вниз, на это же указывает масло, которое заливается в светильники на ветвях, и которые дают меноре свет — Эйн Соф. Центральный ствол также служит символом души всех сефирот, которая действует в каждой из них. Каббалисты считают, что в Торе нижние сефирот именуются огнями и отождествляются с днями творения. В позднейших комментариях лампы, масло и свет отождествляются с тремя высшими сефирот. Кроме того, Реканати цитировал пророчество Захарии (Зах. 4:9), истолковывая «на… одном камне семь очей» как семь глаз Божьих. То есть Бог управляет видимым миром с помощью семи сефирот, символизируемых семью ветвями меноры.
В Книге Зогар нет отдельных суждений о символическом значении меноры. В Тикун-Зогар (Введение, 146) символическое истолкование отличается от приведённых выше. В одном месте менора символизирует ангельскую силу вне сефирот, причём фитили символизируют последнюю из сефирот — Малхут, приравненную к Шехине. Масло в светильниках — сефира Йезод, а свет — сефира Тиферет. Кроме того, в одной из каббалистических рукописей XIV века (Vat. lib. MS 214) псалом 66 интерпретируется как обозначение меноры, причём в сефардской среде воспроизведение его текста в виде меноры стало широко распространённым как в молитвенниках, так и в виде домашних, и в особенности — синагогальных амулетов.

## История меноры в письменной традиции

### Древность

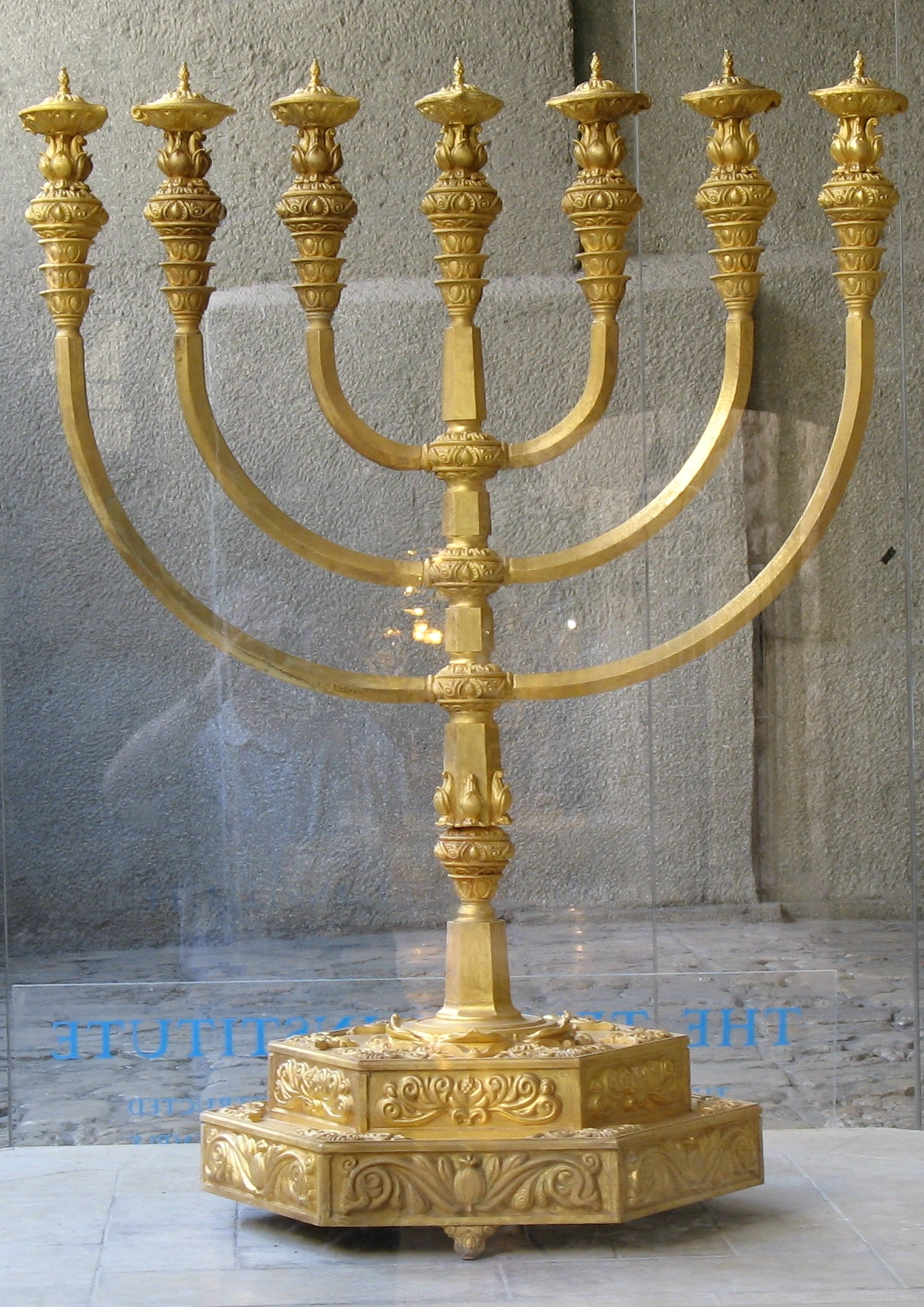
Реконструкция Меноры, выполненная в Институте Храма, Иерусалим

Подробное описание меноры в Скинии содержится в Книге Исход при перечислении всех прочих принадлежностей для богослужения. Менора в Храме Соломона, возможно, была той же самой, сохранённой в Иерусалиме священниками и левитами (1Цар. 8:4). Также в Танахе содержатся сведения, что было сделано 10 золотых менорот, возможно, для освещения храмового зала, но никаких подробностей не сообщается. О меноре не упоминается и в числе трофеев, взятых Навузарданом при разрушении Храма в 586 году до н. э. (2Цар. 25:13—16). Из текста Иеремии (Иер. 52:19) можно сделать вывод, что храмовые менорот были взяты в Вавилон, поскольку они упоминаются во множественном числе. Этот же рассказ повторил Иосиф Флавий («Иудейские древности», 10. 145—146). После возвращения и возрождения Храма при Ездре и Неемии менора не упоминалась среди принадлежностей, возвращённых в Иерусалим (Езд. 1:7—11). Предположительно, была отлита новая менора по формам и описаниям прежней. Косвенно о форме иерусалимской меноры можно судить по следующему эпизоду: Иосиф Флавий («Иудейская война», 7. 428—429) свидетельствовал, что первосвященник Ония убедил египетского царя соорудить копию Иерусалимского храма в Леонтополисе:

…построил на нём из огромных камней храм, хотя не по образцу иерусалимского, а походивший более на цитадель, вышиною в 60 локтей; жертвеннику же он придал форму иерусалимского и храм украсил такими же священными дарами, как в Иерусалиме. Только для светильника он сделал исключение: вместо стоячего светильника, он изготовил только золотую лампаду, испускавшую лучистый свет и её он повесил на золотую цепь.— Пер. Я. Л. Чертка
Антиох Епифан разграбил Второй Храм и забрал из него ритуальную утварь, включая менору (1Мак. 1:21—23, «Иудейские древности», 12. 250). Однако после отвоевания Иерусалима при Иуде Маккавее:

Взяли камни целые, по закону, и построили новый жертвенник по-прежнему; потом устроили святыни и внутренние части храма и освятили притворы; устроили новую священную утварь и внесли в храм свещник и алтарь всесожжений и фимиамов и трапезу; и воскурили на алтаре фимиам и зажгли светильники на свещнике, и осветили храм; и положили на трапезу хлебы, и развесили завесы, и окончили все дела, которые предприняли.— 1Мак. 4:47—51
Талмудическая традиция (Менахот 28б, Рош Ха-Шана 24а-б, Авода Зара 43а) свидетельствовала, что золотая менора была уничтожена, и при Иуде Маккавее её отковали из лезвий мечей и ножей и наконечников стрел, а лампы припаяли к железу оловом. Позднее Маккавеи воссоздали новые священные дары (вначале свинцовые, затем серебряные, и наконец золотые), переосвятили Храм и восстановили ритуал (1Мак. 4:49—50, 2Мак. 10:3, «Иудейские древности», 12. 318—319). После покорения Иерусалима Гнеем Помпеем в 63 году до н. э. полководец вошёл в Храм и увидел все его помещения, даже запретные, но золотой алтарь предложения и менору не тронул «из благочестия» («Иудейские древности», 14. 72). По-видимому, только о Помпее прямо говорится, что он видел главную семирожковую менору. В 54 году до н. э. Храм был разграблен Марком Лицинием Крассом, но священная утварь осталась нетронутой («Иудейские древности», 14. 107—109). Из этого можно сделать вывод, что менора оставалась на своём месте до разрушения Храма римлянами в 70 году. Слава Иерусалимского храма до Иудейской войны была столь велика, что дары туда шли от всех правителей тогдашнего мира, включая императора Октавиана Августа.

### Рим

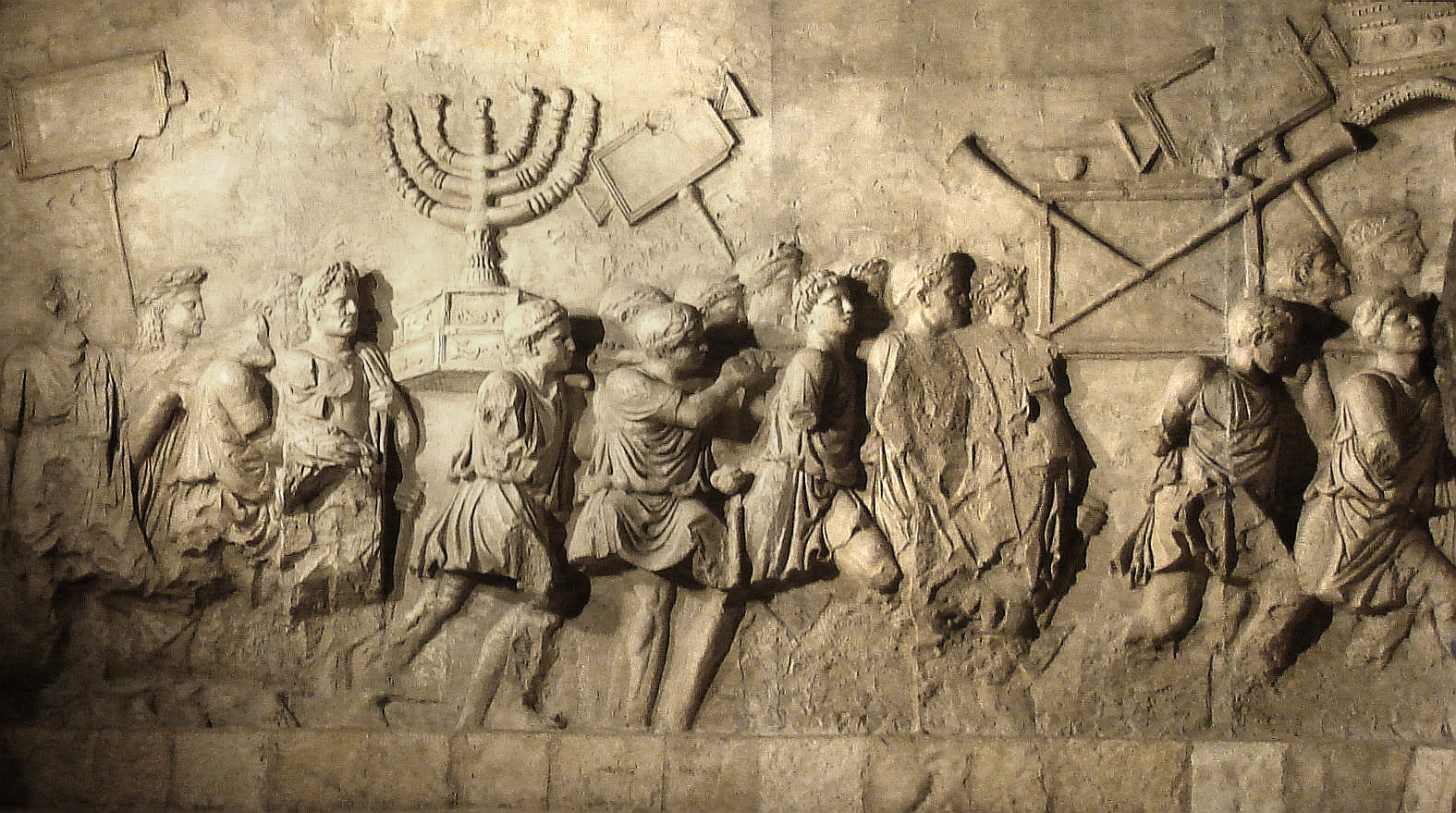
Изображение на Арке Тита: пленники в процессии и храмовые сокровища, в том числе менора

После разрушения Иерусалима храмовая утварь была доставлена в Рим и пронесена в триумфальном шествии, запечатлённом на Арке Тита и описанном Иосифом Флавием («Иудейская война», 5. 216—217; 7. 148—150). Согласно Иосифу, менору, как и другие трофеи, Веспасиан поместил в недавно возведённый Храм Мира. С. Файн обратил внимание на относительную лапидарность описаний меноры в книгах Иосифа Флавия, которые не выходят за пределы библейского текста. Видимо, это было связано с тем, что «Иудейские древности» и «Иудейская война» были продуктом античной политической пропаганды, поэтому Иосиф старался не акцентировать внимания на моментах, мало понятных или чуждых его римской читательской аудитории. Он также ни словом не упоминал о божественном происхождении меноры и прочих храмовых сокровищ, чтобы читатели не пришли к выводу, что божество покорённых израильтян оказалось в римском плену. Достаточно сложным является вопрос о числе менорот, которые хранились во Втором храме и были доставлены в Рим. «Мишна Хагига» (3:8) гласила, что в Храме хранилось две или три меноры, чтобы утрата одной не привела к нарушению ритуала. У Иосифа Флавия сказано, что Титу было передано две меноры, однако на триумфальной арке изображена одна из них, возможно, единственная, которая была пронесена во время триумфа и помещена в Храм Мира.
Согласно С. Файну, между 70 и 192 годами менора и храмовые сокровища были вполне доступны для обозрения в римском Храме Мира, поэтому еврейские и христианские паломники могли иногда его посещать, как они навещали исторические места в Иерусалиме. Одним из таких паломников был палестинский раввин Шимон Бар Иохай, который, судя по отрывочным свидетельствам, лицезрел менору в Храме Мира и указал, что её светильники были обращены к центральному древу. Именно такие изображения сохранились в Галилее, Малой Азии и Риме от IV—V веков. Другие раввины этого же поколения описывали пурпурную завесу Храма (парохет) и золотую тиару первосвященника. Файн отмечал связь между восстанием Бар-Кохбы и свидетельствами рава Шимона, который был учеником рабби Акивы. На монетах Бар-Кохбы — важном средстве пропаганды в античности — изображён фасад Храма, стол предложения и рога, но меноры не было. По мнению Суламифь Ладерман, это было связано с тем, что менора хранилась в Риме, была запечатлена на триумфальной арке и была зримым символом покорённого Иерусалима. Однако С. Файн возражал против этой теории, доказывая, что менора, вероятно, вообще была мало известна в Риме и особенно за его пределами. Менору не чеканили и на монетах Флавиев, символом победы для римлян были пальмовые ветви.
Раввинистские источники этого же времени показывают сохранение живого интереса к Храму и его принадлежностям. Большая часть Мишны (её первоначальная редакция складывается примерно к 250 году) посвящена Храму. Это не антикварный интерес, напротив, раввины активно надеялись на восстановление Храма и желали донести важные сведения для будущих поколений. Лишь ко времени составления Иерусалимского Талмуда и мидрашей (на территории Римской империи), а далее — в общинах Сасанидской империи, где был составлен Вавилонский Талмуд, возникло осознание, что этот процесс растянется на долгое время. Трактаты Вавилонского Талмуда, составленные во враждебном Риму государстве, свидетельствуют, что раввины на территории Ирака и Ирана были убеждены, что священные сокровища Храма сокрыты в Риме и недоступны молящимся. В трактате Мейлах (17a—b) храмовая завеса-парохет хранится во дворце императора (имя его не называется) в сокровищнице (гениза), где, однако, благодаря вмешательству демона его лицезрел рав Шимон Иохай. В более поздних документах (времён Византии и исламского завоевания Ближнего Востока) раввины сообщали, что стол дома Автима (для приготовления ладана), стол хлебов предложения, менора и тиара первосвященника всё ещё хранились в Риме. В апокалиптическом тексте Отот ха-Машиах даже говорится, что все эти святыни хранились у императора Юлиана.

### Византия
Менора не упоминается среди предметов, спасённых из Храма Мира во время пожара 192 года. С. Файн предположил, что это означает, что римский автор не счёл этот предмет достаточно значимым. Однако следующее прямое упоминание священных храмовых предметов в античной историографии появляется только в VI веке: Прокопий Кесарийский писал, что сокровища Иерусалима были похищены варварами. Прокопий представил две разные традиции: согласно первой, сокровища Храма были захвачены Аларихом и перемещены в Нарбонскую Галлию (в Каркассон). По другой версии, «сокровища евреев» были похищены вандалами в 455 году и доставлены в Карфаген. Далее Велизарий в 534 году перенёс их в Константинополь и они были пронесены во время триумфального шествия («История войн», IV, 6—9). Прокопий утверждал в другом месте, что Юстиниан вернул храмовые сокровища в Иерусалим, якобы, после того, как некий еврей убедил его, что священные дары могут навлечь несчастье на их обладателя. Комментируя эту легенду, Файн отметил, что она почти невероятна, учитывая отношение Юстиниана к еврейскому вопросу, следующее из его законодательства. Прокопий, сам будучи уроженцем Кесарии Приморской, ни словом не упоминал о древних храмовых традициях и никогда не выделял менору из храмовых сокровищ. В дальнейшем в византийской литературе евреи стали особым тропом, и стандартная их роль — возмутители спокойствия и разрушители религиозных устоев, включая иконоборчество. Тем не менее, имплицитно образ Храма присутствовал в византийской культуре. При строительстве церкви Св. Полиевкта в Константинополе (между 523—527 годами) были использованы библейские описания Храма, причём главными донаторами выступили старые аристократические роды, которые находились в оппозиции к Юстину и Юстиниану. Более того, в сохранившейся эпиграмме Аникии Юлианы впервые упоминается фраза «Соломон, я превзошёл тебя!» Завершение строительства собора Святой Софии привело к прочной ассоциации этой фразы именно с Юстинианом. Эта ассоциация была известна и в раввинской среде: так, в анонимной поэме IX века из Южной Италии Юстининан чрезвычайно порицается. Тем не менее, менора, возвращённая в Иерусалим, не упоминалась ни одним христианским, мусульманским или еврейским автором поздней античности и раннего средневековья. Распространённая легенда гласит, что сокровища Храма попали в руки персов или арабов в VII веке, хотя средневековые западные источники свидетельствуют, что менора сохранялась в Константинополе и была уничтожена уже в 1204 году во время Четвёртого крестового похода.

### Менора в современном Израиле
Одной из важнейших задач Временного государственного совета Израиля, образованного 14 мая 1948 года, было определение герба нового государства. Обсуждения длились до февраля 1949 года, а предложения направлялись в специальный комитет, составленный из членов совета министров и Кнессета. Комитет с самого начала настаивал, чтобы символика включала как культовые, так и светские элементы. 10 февраля 1949 года Временный государственный совет принял герб, предложенный братьями Шамир. На блазоне помещено стилизованное изображение меноры с Арки Тита, окружённое парой оливковых ветвей, соединённых снизу словом «Израиль» (др.-евр. יִשְׂרָאֵל‬). Герб несёт символический смысл — изображение меноры с Арки Тита выражает конец изгнания, символически выражаемый возвращением меноры из Рима в Эрец Исраэль. Ветви оливы символизируют мир. Менора также представляет преемственность и выражает воссоздание старо-нового государства Израиль.

## Менора в археологических свидетельствах и искусстве

### Менора в Скинии

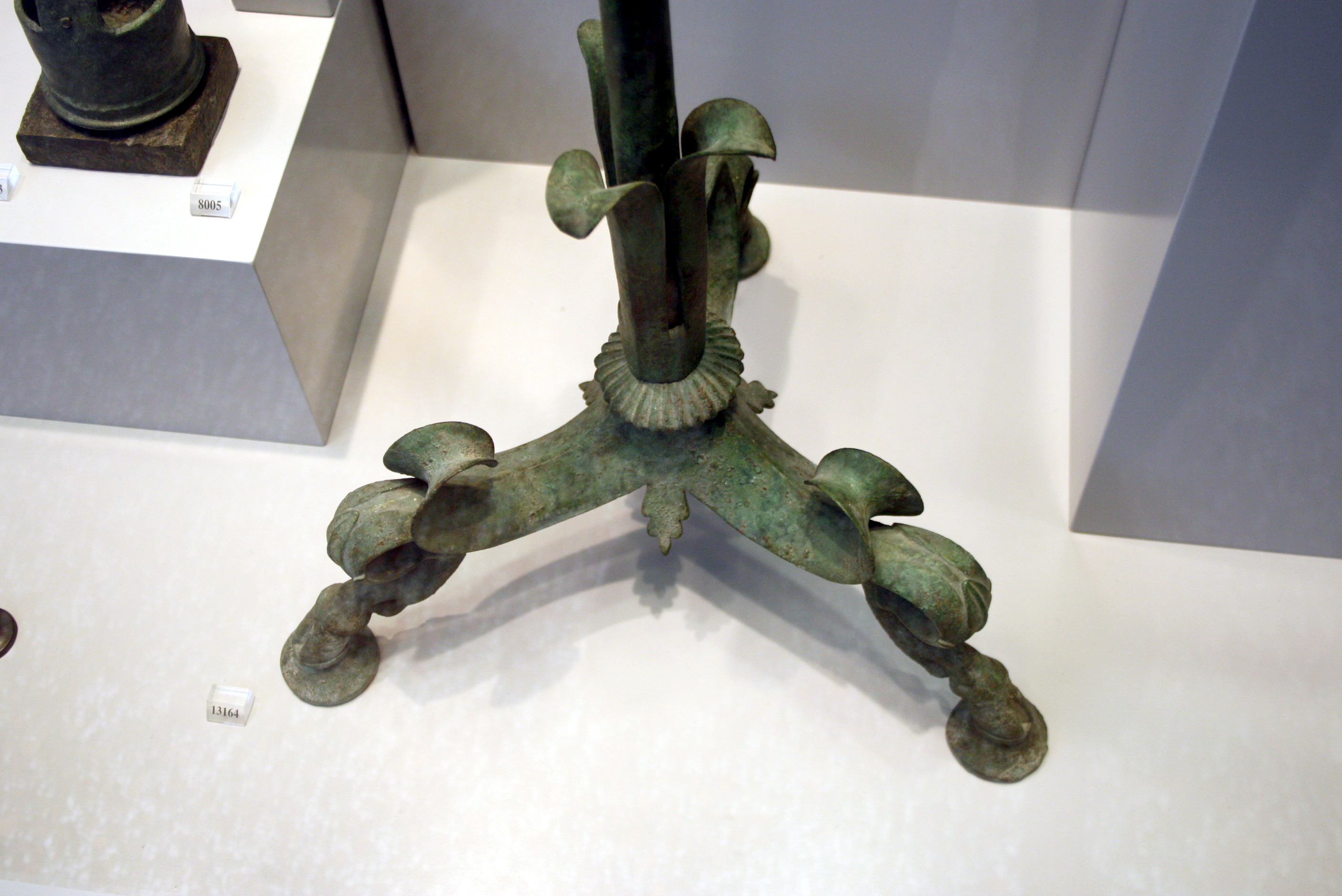
Основание античного бронзового светильника в виде треножника с копытами. Национальный археологический музей (Афины)

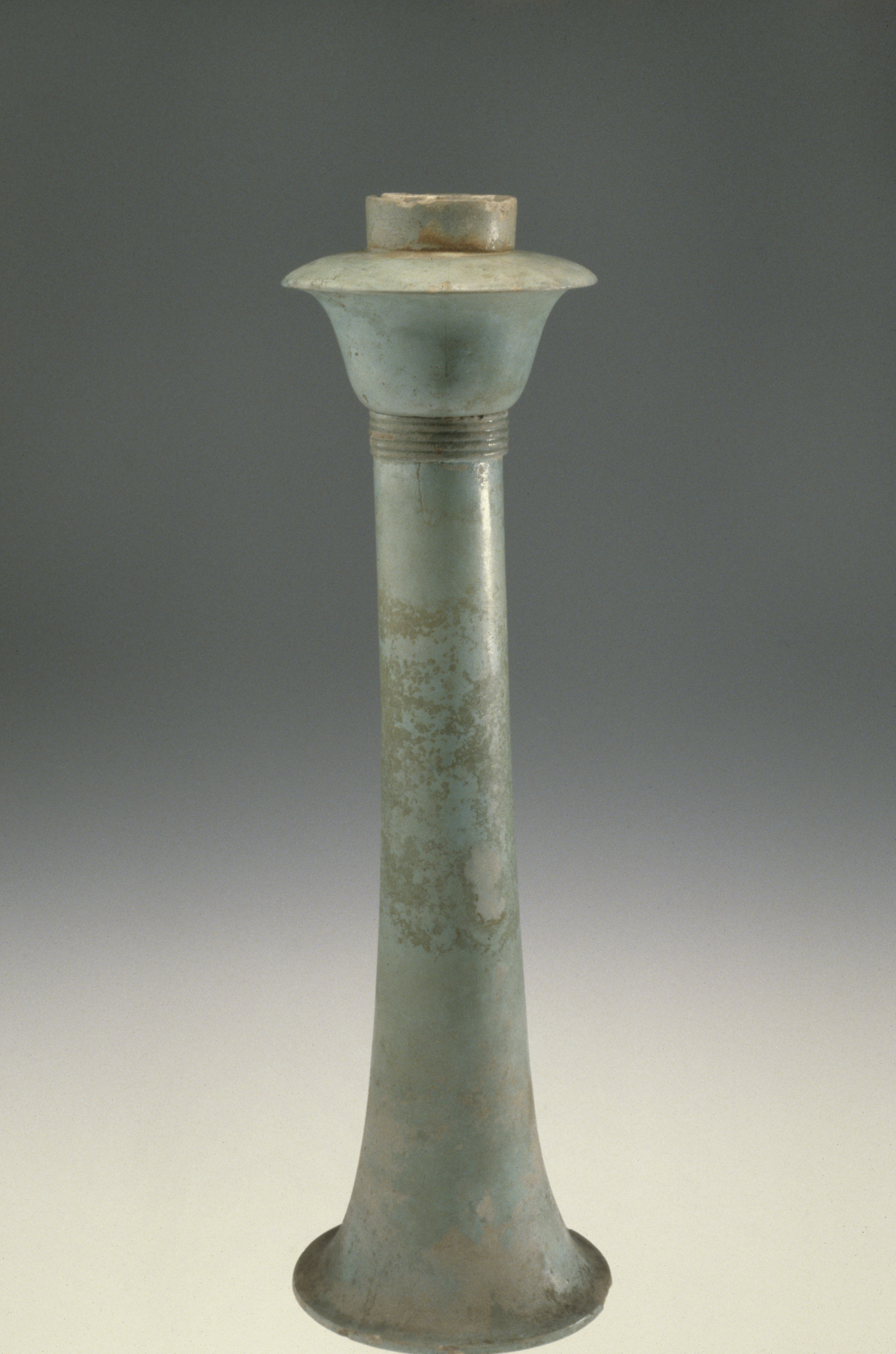
Фаянсовый глазурованный светильник греко-египетской работы. Примерно III век до н. э. Высота 44,6 × 14,5 см. Музей искусств Уолтерса (Балтимор)

Утверждение Пятикнижия, что менора была создана во время блуждания евреев по пустыне, не подтверждается свидетельствами археологии. Более того, согласно мнению Р. Хахлили, не существует никаких археологических находок, которые бы позволили утверждать существование семирожковых светильников ранее эпохи Второго Храма. В книге Исход (Исх. 37:24) указано, что на изготовление утвари Скинии ушёл талант чистого золота, причём для ковчегов, стола предложения и алтаря приведены линейные размеры, а для меноры — лишь количество золота. Вероятно, это объяснялось тем, что принадлежности были покрыты тонкими листами золота, и на менору пришлась львиная доля драгоценного металла. Размеры меноры не упоминаются нигде в Танахе, у Иосифа Флавия или в Мишне. Лишь в Талмуде (Менахот, 28b) и в комментарии Раши утверждается, что высота меноры составляла 18 ладоней, что равняется трём «коротким локтям», то есть примерно 160 см. С точки зрения археологии считается невероятным, чтобы у кочевого племени времён Моисея имелось такое количество золота — 1 талант равнялся 3000 сиклей, — а всего на Скинию потребовалось 29 талантов и 730 сиклей золота и серебра. Процесс рафинирования золота был освоен на Ближнем Востоке примерно к VI веку до н. э., из чего делается вывод, что подробные описания книги Исход — позднего происхождения.

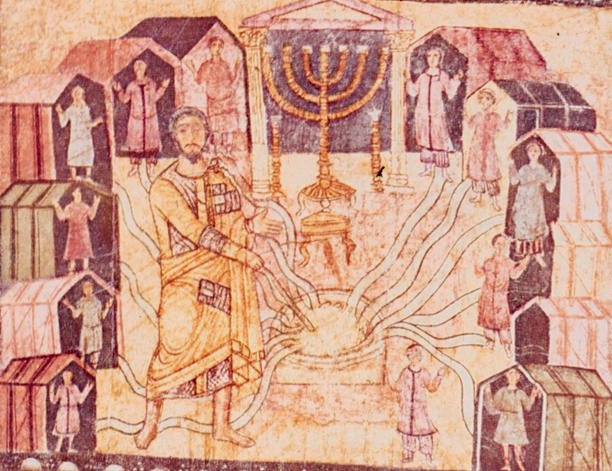
Изображение меноры на фреске с сюжетом о Моисее, извлекающим воду. Синагога Дура-Европос

В книге Исход фактически описаны две разные меноры: в Исх. 25:31 описан простой светильник, а в последующих стихах текст содержит интерполяции времён Второго храма. Соответственно, описания в Исх. 25:31—32 и Исх. 37:17—18 относятся к одинарному вертикальному светильнику и его основанию — с утолщённой нижней частью, и именно этот светильник описан в Чис. 8:4: «чеканный он из золота, от стебля его и до цветов чеканный». В первой книге Самуила (1Цар. 3:3) также содержится свидетельство, что и в эпоху Судей Израилевых в Силоме храмовый светильник был одинарный, а не семиствольный. Иными словами, это была подставка, увенчанная чашей или лампой, под которой были чеканные изображения цветов и плодов. Подобного рода светские и храмовые светильники и курильницы были широко распространены по Ближнему Востоку и могли изготавливаться из керамики, камня и бронзы. Подножье могло иметь несколько ножек или даже выполняться в форме бычьих или лошадиных копыт, как у светильника из Афинского археологического музея. Достаточно часто такая форма светильника встречается на древних изображениях. В еврейской традиции сложное основание с ножками, являющимися продолжением частей ствола, у меноры зафиксировано только на фреске III века из синагоги Дура-Европос. Р. Хахлили из этого делала вывод, что древнейшая форма меноры была чрезвычайно простой — это был одинарный вертикальный светильник, вероятно, даже без сложного основания.

### Менора Иерусалимского Храма
В описании Первого Храма менорот упоминаются только во множественном числе, при этом ничего не говорится о ветвях, а лишь только о лампах и украшениях в виде цветов. Иосиф Флавий («Иудейские древности». 8. 8—90) также не упоминал о золотой меноре с лампами и ветвями: «Сообразно предписанию Моисееву было сооружено также огромное множество светильников, из которых один был помещен в святилище, чтобы, по предписанию закона, гореть в продолжение [целого] дня». По-видимому, это были всё те же одинарные светильники, которые, вероятно, ещё не связывались с культом. Таким образом, культовая менора, вероятно, была единственной. Предание («Иудейские древности». 8. 89—90; Менахот 98b; Шегалим (Иерусалимский Талмуд) 6, 44, 50b; Барайта Мелехет ха-Мишкан 10) гласит, что в ритуале Моисееву менору окружало ещё 10 «светильников».
Менора с семью элементами впервые упоминается в видении Захарии (Зах. 4:2—3), книга которого предположительно датирована VI веком до н. э., то есть временем Вавилонского пленения. К. Мейерс и Р. Хахлили, по аналогии с древнеегипетскими и вавилонскими находками, интерпретировали образы пророка Захарии как мощное сооружение с цилиндрическим верхом, по краю которого располагались подставки для ламп. Кэрол Мейерс проводила также аналогии с ханаанскими осветительными приборами эпохи бронзового века, которые имели форму цилиндрического (иногда трёхчастного) вертикального основания, увенчанного неким подобием тарелки, иногда с семью фитилями. На территории Израиля археологи находили так называемые kernoi — полые чаши, украшенные цветочными элементами или изображениями голов животных, или в форме ореха. Они также имели несколько фитилей. Аналогичные светильники известны также в Греции и Карфагене VII—V веков до н. э., подобные формы встречаются и на ассирийских рельефах. Все эти иконографические образы тесно перекликаются с образами видения Захарии. По предположению Р. Хахлили, подобного рода светильники являются переходной формой менор от Первого Храма ко Второму.

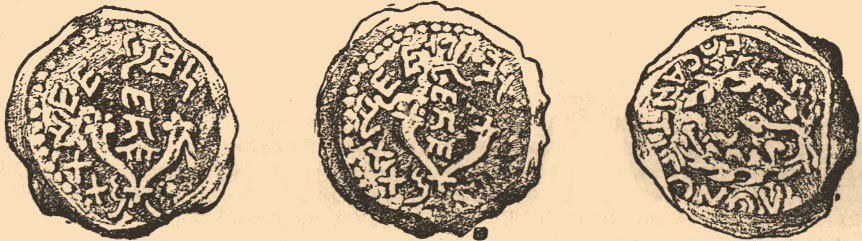
Медные монеты царя Антигона Маттатии

Реконструкция использования и формы менорот Второго Храма затруднена неясностью текстов. Из текста 1 Езд. 1:7—11 в перечислении священной утвари, возвращённой Киром Персидским, неясно, включались ли в число священных сосудов и меноры. Иисус Сирахов (Сир. 26:22) упоминает «светильник, сияющий на святом свещнике». Интерпретация этого текста, сложившегося, предположительно, ко II веку до н. э., предполагает, что менора в то время всё ещё имела архаическую форму. Резкие перемены имели место после осквернения Храма Антиохом Епифаном в 168 году до н. э. В Вавилонском Талмуде (Менахот 28b; Рош Хашана 24b; Авода Зара 43a) описана дискуссия раввинов по вопросу, должна ли менора иметь одно древо. В «Мегила Таанит» (9) прямо сказано, что у раввинов было семь железных стержней (стрел или копий), из которых и была сделана менора; это первое упоминание семиствольного светильника в библейском контексте. Очищение и переосвящение Храма в 165 году до н. э. породили ряд новых ритуалов и празднеств, среди которых важнейшей стала Ханука. Книга Царей и Иосиф Флавий описывали менору Второго Храма, не упоминая об орнаментации. Первые археологические свидетельства существования семиствольной меноры относятся к концу правления Хасмонеев, со второй половины I века до н. э. их число непрерывно возрастает. Семиствольная менора появилась на немногочисленных и грубо исполненных монетах царя Антигона Маттатии, правившего в 40—37 годах до н. э. Его борьба с Иродом Великим определила будущее еврейского государства. Антигон — последний Хасмоней — пользовался поддержкой первосвященника, коэнов и левитов и потому поместил изображения храмовых сосудов и орудий на своих монетах. Напротив, на монетах Ирода, утверждённого императором Октавианом Августом, были помещены римские церемониальные объекты. Основой для реконструкции меноры Второго Храма являются описания Иосифа Флавия и изображения на Арке Тита. К. Мейерс, пытаясь представить образ меноры, обращала внимание на египетские мотивы (англ. background) в орнаментации.

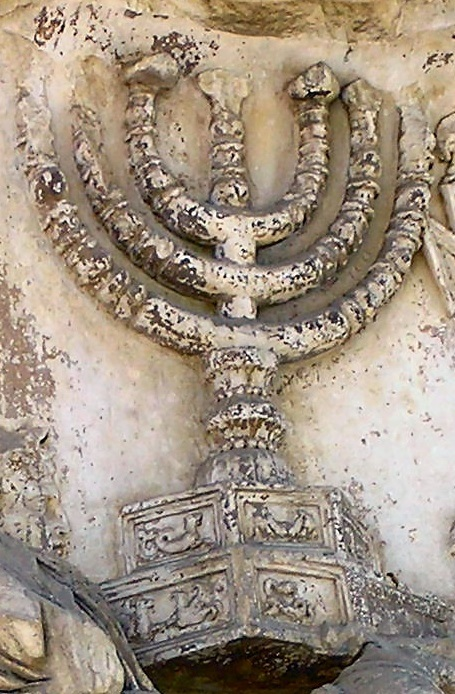
Менора на Арке Тита

На монетах Антигона Маттатии содержатся надписи как на еврейском, так и на греческом языках: на аверсе он назван по-еврейски «Первосвященником», а на реверсе — «царём» по-гречески. Менора изображена на монетах стилизованной, но семь ветвей и основание видны отчётливо. Экономического значения монеты не имели (по достоинству — это прута; вдобавок сохранились считанные экземпляры таких монет), они выпускались в целях политической пропаганды в среде почти поголовно неграмотного населения. Храмовая менора I века представлена и в других изображениях. В первую очередь, это граффити, найденное при раскопках дворцовых построек в Иерусалиме. Процарапанное по штукатурке изображение представляло схематическую менору, храмовый алтарь и стол предложения. Изображение меноры имело в высоту около 20 см, основа её треугольная, стол короткий, а ветви высокие — круглой формы; представлены и символические изображения. По пропорциям изображение на штукатурке напоминает нанесённое на монетах и на Арке Тита. Первое изображение меноры в гробнице обнаружено в «гробнице Ясона» в Иерусалиме. Это изображение пяти семиствольных менорот на восточной стене гробницы, они вырезаны схематично; основание двух из них квадратной формы. Гробница датирована 30 или 31 годом. В целом, изображения менорот в оссуариях эпохи Второго храма редки. Археологи обнаружили также простые изображения на солнечных часах близ Южной стены на Храмовой горе. В эпоху, примерно предшествующую восстанию Бар-Кохбы, меноры изображались на глиняных лампах, но имели по 8-9 ветвей, а не семь.
Изображение меноры на рельефе триумфа Арки Тита является наиболее известным из ранних изображений меноры и первым в Диаспоре. Изображение, вероятно, было выполнено в 81 году уже при Домициане. Существует консенсус, что этот рельеф точно воспроизводит менору Второго храма. Ветви её круглой формы, украшены листьями, плодами и цветами, луковицеобразные завершения, по-видимому, стилизованно изображают светильники и пламя. Р. Хахлили отмечала, что нижняя часть основания необычна, поскольку представляет собой шести- или восьмиугольный пьедестал, украшенный резными изображениями животных и чудовищ. Подробное исследование рельефов было проведено Леоном Ярденом и С. Йонасом из Королевского технологического института (Стокгольм) в 1975 году. Менора на рельефе имела высоту 81,7 см, а пьедестал — 22,5 см. Менора имела три полуэллиптических пары ветвей одинаковой высоты с центральным стволом. Реконструированная менора включала 42 детали, включая 7 капителей, 13 цветочных бутонов и 22 лепестков, а также 12 колец в нижней части каждой ветви. Так или иначе все эти детали можно соотнести с описаниями Иосифа Флавия, причём кольца будут соответствовать мало понятному термину «глобула». Сложным является вопрос об использовании языческих мотивов для украшения основания меноры. Э. Кон-Винер в 1929 году проводил параллели с базами колонн из Суз или Персеполя; выдвигались и другие версии, вплоть до того, что основание было сделано римлянами для переноски меноры во время триумфа.

### Синагогальныеменорот

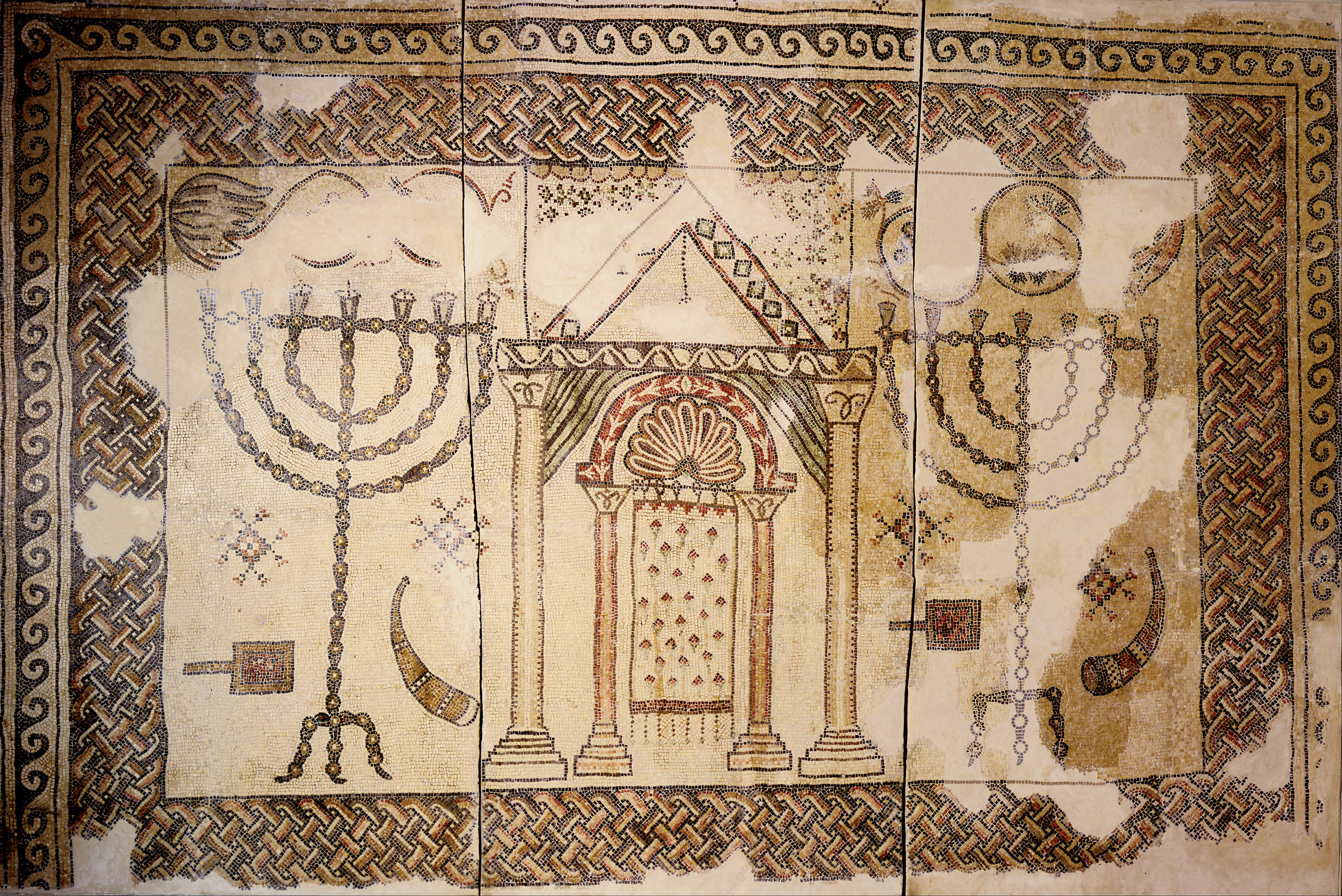
Мозаичный пол синагоги византийского периода с изображением менорот и ковчега Торы. Музей Израиля

При раскопках синагог на территории Израиля было обнаружено несколько образцов функциональных менорот, преимущественно каменных (сохранился только один бронзовый образец, а меноры из драгоценных металлов в первую очередь подвергались разграблению и переплавке). В синагоге Хаммат-Тверия А, описанной в 1934 году, была найдена такая менора IV—V веков, с семью ветвями, украшенными рельефными изображениями гранатов и цветов, чередующихся друг с другом. Однако основание и ствол её не сохранились; верхушки ветвей, вероятно, были стеклянными. В Хурват Кошет был обнаружен мраморный рельеф (сохранились пять частей) с изображением меноры V—VI века. Осталось несколько изображений ветвей и основания, причём поверхность меноры украшена горельефом с астральными символами; фон рельефа изображал листья аканта, другие растения и птиц. Реконструированное Музеем Израиля изображение имело около 64 см в высоту и 75 см в ширину и могло быть алтарным украшением. В синагоге Маона было обнаружено более десяти фрагментов очень большой мраморной меноры, бывшей, вероятно, частью миквы. Соединение ствола с отходящими ветвями украшено изображениями львов; аналогичные находки были представлены в синагоге Эштемоа. Менора из Маона была вырезана из проконнесского мрамора, доставленного из Малой Азии, сохранившаяся часть высотой 90 см весит около 100 кг. Некоторые меноры, вероятно, не использовались как светильник, а служили для ритуалов со свитками Торы. Такая менора сохранилась в повреждённом виде в главном зале синагоги Сардиса, она вырезана из белого мрамора, имеет в высоту 56,5 см и около метра в размахе. Между нижними частями ветвей изображены листья аканта, на основании сохранилось имя Сократа — скульптора или донатора.
Мозаичные полы и украшения синагог также демонстрируют разнообразие изображений разных менорот. Иногда изображается одна менора в окружении разных священных объектов. Большей частью меноры изображаются тщательно, с воспроизведением орнаментации на основании, стволе и ветвях. В ряде случаев на полах синагог (Бет-Алеф, Бет-Шеан А, Хаммат-Тверия, Сусия, и т. д.) имеется отдельное изображение пары менорот, обрамляющих футляр Торы, всё это окружено ещё четырьмя ритуальными объектами. Сходство композиции объектов, разделённых большим расстоянием и датируемых разными веками, свидетельствует, что сложился определённый иконографический канон. Он, впрочем, не был жёстким: в Нааране на мозаике изображены две висячие лампы, при этом база меноры имеет ступенчатое основание. На мозаиках из Бет-Шеан B, Хульды, Иерихона, Маона и Наарана менора изображена изолированно, и все они, кроме Иерихонской, богато орнаментированы, а основание покоится на изображении лап животных. Практически все меноры изображены с семью ветвями за исключением стилизованного пятичастного изображения из Дома Леонтиса в Бет-Шеане.
В Галилее и на Голанах было принято украшать менорами декорированные фасады синагог, но подобные образцы можно обнаружить и в других регионах Израиля. Архитектурные украшения включали рельефы на стенных панелях, фронтонах, арках, фризах и архитравах, на капителях и пьедесталах. Менора, как правило, располагалась посередине и её окружали цветочными орнаментами. За пределами территории Израиля орнаментированные фасады не найдены, вероятно, из-за нежелания привлекать внимание к священным объектам. Однако раскопанные в Дура-Европос, Остии и Сардисе синагоги отличаются богатым внутренним убранством.

### Менора в погребальной практике

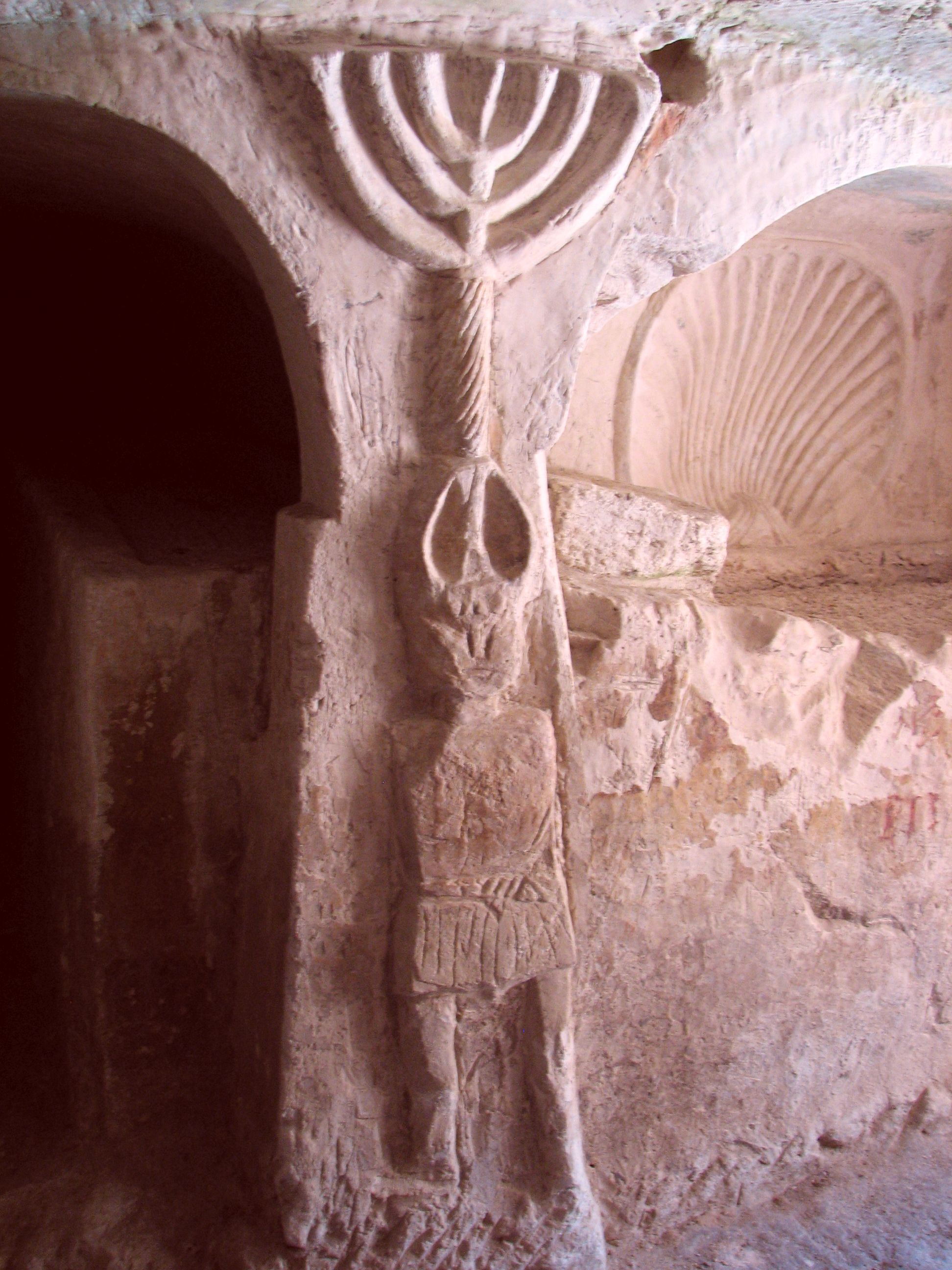
Гробница воина с изображением меноры в Бет-Шеарим

Согласно Р. Хахлили, менорот сравнительно рано появляются в еврейских погребениях и катакомбах именно как символ иудаизма и самоидентификации еврейского народа. Чаще эти символы присутствуют на погребениях в диаспоре, по-видимому, из-за более ранней самоидентификации. Меноры встречаются на общинных и смешанных иудео-христиано-языческих кладбищах. Наиболее примечательными называются погребения в Александрии, некоторых городах Малой Азии, в Карфагене, на Мальте и Сицилии. На территории Израиля меноры помещали на собственно гробницы, надгробия, вырезали при входе в гробницу, на саркофагах, каменных и металлических гробах и даже на стеклянных вотивных предметах.
Несколько гробниц с менорами обнаружены в Бет-Шеарим. Именно здесь представлено множество предметов погребального искусства, в том числе скульптуры и живопись. В пещерах 1—4 обнаружены в общей сложности 27 менорот, а в пещерах 12—20 — ещё 14 менорот, в том числе на каменном саркофаге, двух свинцовых гробах и стеклянной пластине. Это кладбище предназначалось для евреев из диаспоры, и символы должны были подчёркивать их религиозную идентификацию. Семиствольная менора из Бет-Шеарим принимает разные формы: ветви могут быть округлыми, прямыми, переламывающимися под прямым углом и другой формы. Некоторые из менорот помещены рядом с надписями на надгробных плитах, а четыре стелы изображают меноры с ковчегом для Торы. В Бет-Шеарим обнаружены пять свинцовых гробов, отлитых в одной мастерской в Сидоне в IV веке. Меноры, изображённые на гробах, относятся к двум типам: либо с основанием-треножником, окружённым четырьмя священными предметами, либо на крышке помещались сразу три изображения меноры, а под ней — одна. Клейма на изображения разных типов также разные.

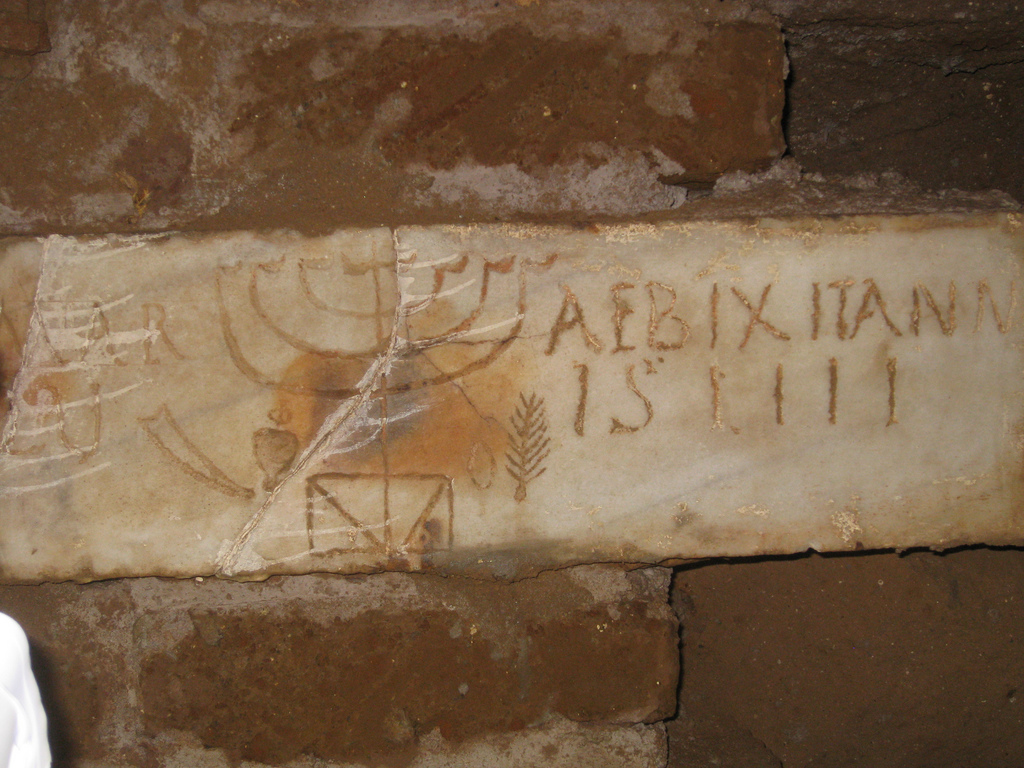
Изображение меноры из римских катакомб по Аппиевой дороге

В римских катакомбах изображения менорот начинают появляться примерно в III веке (в Монтеверде, Вилла Ранданини и Вилла Торлония). Примерно с этого же времени меноры фиксируются в еврейских погребениях на территории Италии, Сицилии, Греции, Египте и Испании. Обычно изображения помещали на потолках и стенах погребальных камер, реже — на саркофагах и глиняных лампах. Фрески остались в Вилле Ранданини и Вилле Торлония, в остальных местах они не сохранились; датируются они IV веком. Стиль живописи и используемые мотивы соотносятся с языческими гробницами: на стенах и потолках писали обычно виды городов, гирлянды цветов и листьев, виноградную лозу с плодами, голубей и павлинов, иногда дельфинов с трезубцем (в четырёх погребениях). Из собственно еврейских символов присутствовали шофар, этрог, лулав и ваза, меноры, ковчег с Торой. В камере II Виллы Торлония в центральном медальоне на своде изображена менора с 7 горящими светильниками в окружении шофара и свитка. На росписях Виллы Ранданини в камере IV менора осталась единственным уцелевшим элементом декора. В Венезе в галерее Q обнаружено изображение меноры с лампами, окружённой вазой и этрогом справа, шофаром и лулавом слева. В той же галерее обнаружена надпись, датированная 521 годом. Меноры в этих погребениях имеют общие характеристики: у них треножное основание и семь ветвей с цветами и листьями в качестве орнамента. В еврейских погребениях в Италии, Испании, на Мальте и в Карфагене изображения меноры на надгробиях чаще всего сопровождалось однострочной надписью.

### Формы менорот

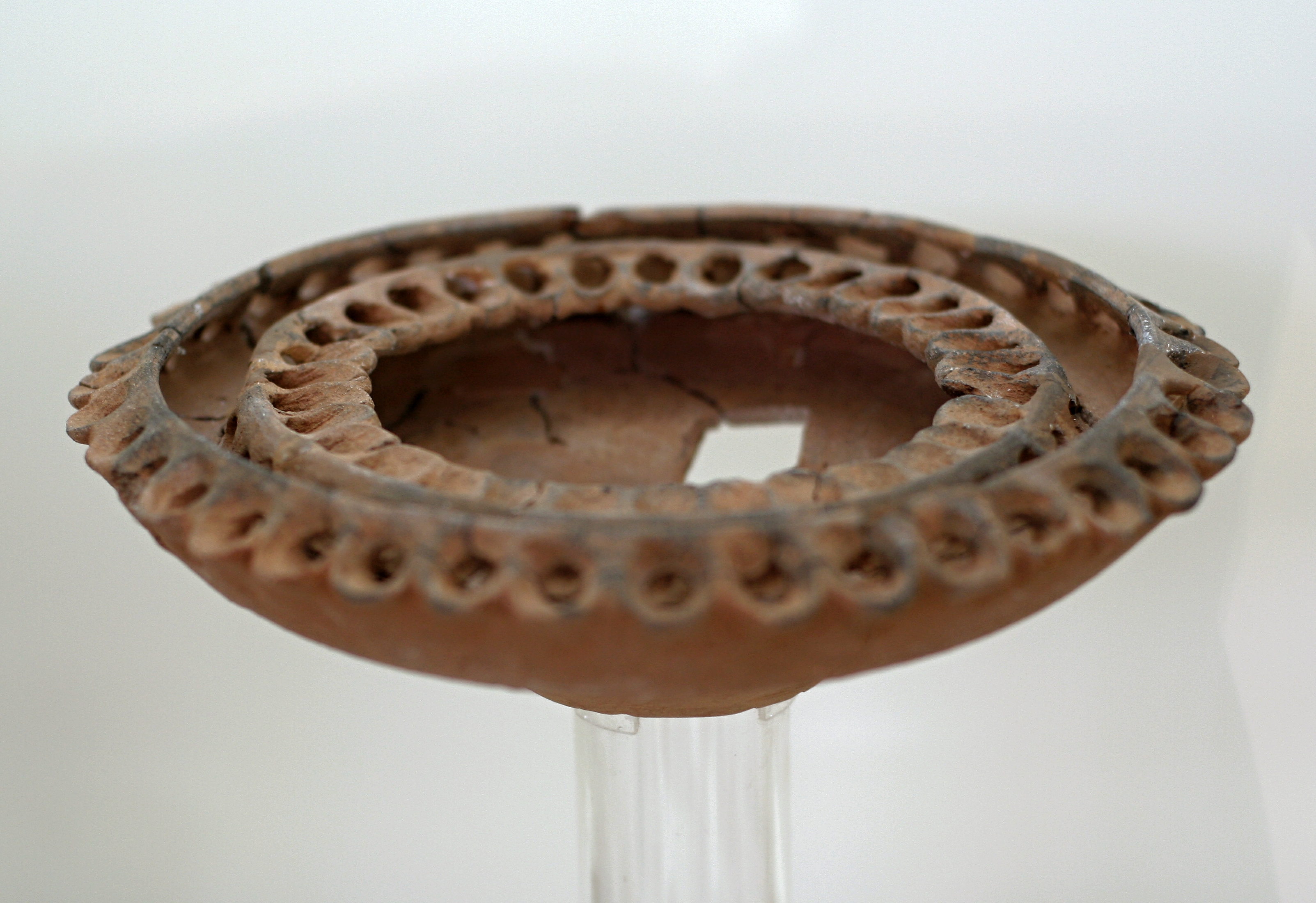
Античная многофитильная лампа. Крит, примерно 700—400 годы до н. э. Национальный археологический музей (Афины)

В монографии Р. Хахлили проведён анализ форм оснований и ветвей менорот, а также бытовых светильников, точно отождествляемых с еврейской общиной в Палестине и диаспоре в период античности. Всё многообразие менорот (618) по форме основания сводится к следующим группам: конические, вертикальные, вертикальные с ножками в виде копыт или звериных лап, две ножки, геометрические формы (треугольник, квадрат, квадрат-треножник, треножник-треугольник, ступеньки) и не поддающееся классификации. Данные по формам основания меноры сведены в таблицу. Пятая колонка демонстрирует репрезентативность базы:

| Форма основания       | Палестина  | Диаспора   | Погребальные светильники | Всего      |
| --------------------- | ---------- | ---------- | ------------------------ | ---------- |
| Треножник             | 160 (78 %) | 211 (72 %) | 103 (87 %)               | 474 (77 %) |
| Треножник с копытами  | 100 (5 %)  | 100 (3 %)  | 20 (2 %)                 | 220 (4 %)  |
| Треугольное основание | 50 (2 %)   | 120 (4 %)  | 50 (4 %)                 | 220 (4 %)  |
| Треножник-треугольник | —          | 100 (3 %)  | —                        | 100 (2 %)  |
| Коническое основание  | 60 (3 %)   | 10 (0 %)   | —                        | 70 (1 %)   |
| Квадратное основание  | 70 (3 %)   | 50 (2 %)   | —                        | 120 (2 %)  |
| Квадрат-треножник     | —          | 210 (7 %)  | —                        | 210 (3 %)  |
| Две ножки             | 50 (2 %)   | 140 (5 %)  | 20 (2 %)                 | 210 (3 %)  |
| Неклассифицируемое    | 130 (6 %)  | 100 (3 %)  | 60 (5 %)                 | 290 (5 %)  |
| Итого                 | 206 (00 %) | 294 (00 %) | 118 (00 %)               | 618 (00 %) |

### Типология и хронология развития форм менорот

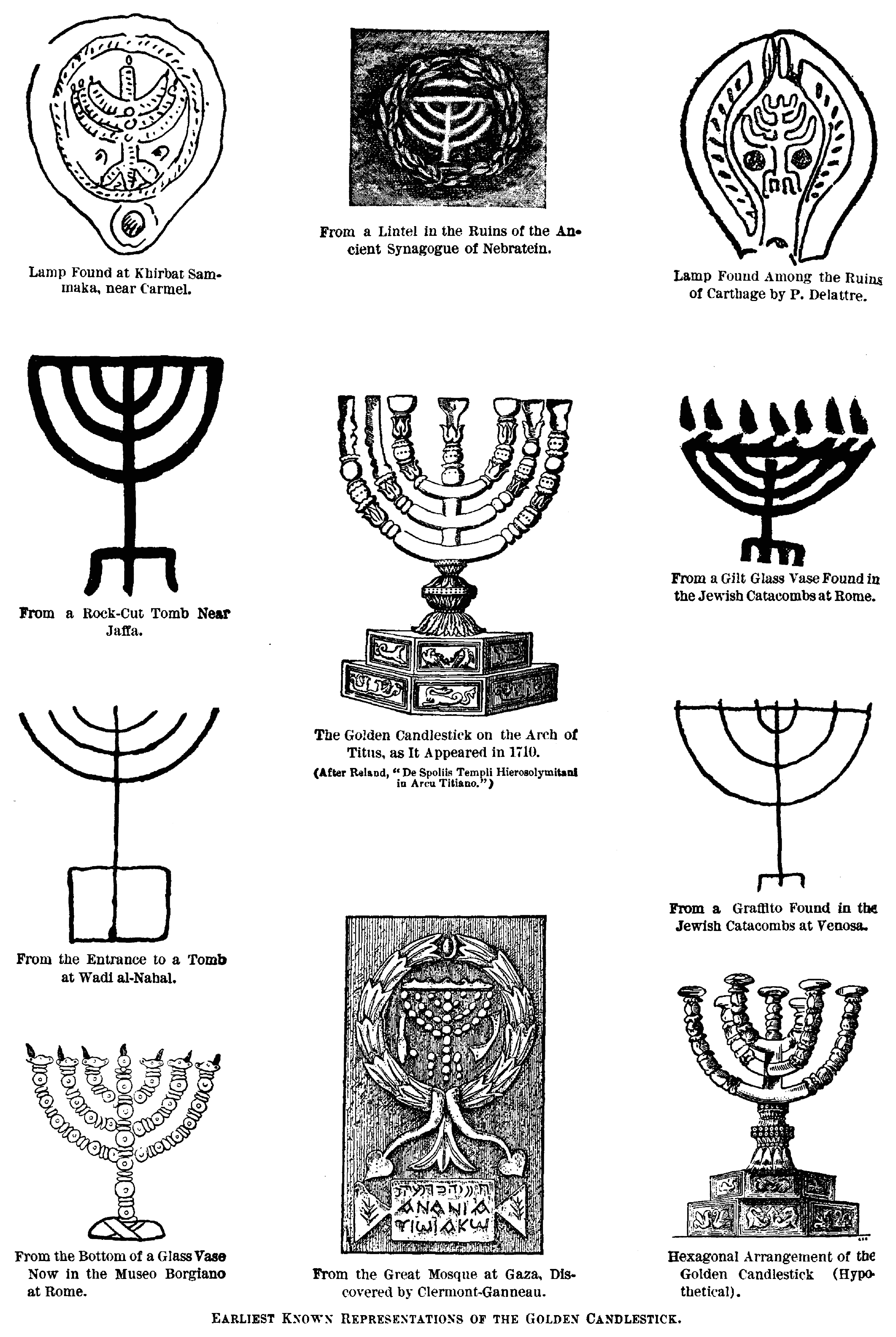
Различные формы менорот

Типология форм менорот основана на трёх элементах: основания, ветвей и светильников. Изменения каждого из них сигнализируют о развитии формы меноры, но не всегда способны указать на датировку. Р. Хахлили выделяла четыре типа менорот в порядке их эволюции.
1. Тип I. Основание: коническое или квадратное, ветви полукруглой формы, оканчивающиеся на одном уровне, иногда с украшениями. Лампы: масляные в форме стилизованного бутона. Священные предметы: стол предложения и алтарь. Меноры такого типа датируются завершением эпохи Второго Храма между I веком до н. э. и I веком нашей эры. Это самый ранний тип меноры, точно зафиксированный археологическими свидетельствами. А. Негев характеризовал его как классический тип. На раскопках не было найдено менорот с основаниями в виде треножника. Менора, изображённая на фреске синагоги Дура-Европос, относится именно к этому типу и является самым ранним свидетельством бытования меноры в диаспоре. База её представляет собой комбинацию — коническую основу установленную на трёх ножках малой высоты[60].
2. Тип II. Большинство изображений менорот этого типа обнаружено на кладбище Бет-Шеарим, поэтому изображения сильно стилизованы, сложно понять, какова форма основания. Ветви также изображены схематично под прямым углом. Этот тип относится к III—IV векам; изображения в римских катакомбах, в общем, также относятся к этому типу. Различие в том, что римские изображения, как правило, сопровождаются прочими священными предметами[61].
3. Тип III. Основание — треножник, иногда с завершением в виде звериных лап или копыт. Ветви преимущественно полукруглые, но могут быть прямыми или прямоугольной формы. Светильники — металлические или стеклянные лампы. В изображениях рядом иногда появляются священные предметы. Этот тип также относится к III—IV векам. Примерами являются изображения на свинцовых гробах Бет-Шеарим и мозаичном полу синагоги Хаммат-Тверия[62].
4. Тип IV. Основание — штатив. Ветви — орнаментированные, полукруглые, прямоугольные или прямые. Светильники расположены на горизонтальной перекладине, соединяющей ветви, в которые вставлялись стеклянные лампы или свечи. При изображении сопровождается священными предметами. Этот тип широко распространён в IV—VII веках и является наиболее распространённой группой менорот, изображаемых на мозаиках, архитектурных деталях и прочем. Функциональная перекладина найдена на раскопках в синагоге Хаммат Тверия А: сохранилась верхняя часть свободно стоящей меноры, в углубления на перекладинах которой вставлялись стеклянные лампы[62].

В указанный период на территории Израиля и в диаспоре меноры изображались в сценах двух типов. В Израиле чаще всего встречаются изображения парных менорот, обрамляющих ковчег со свитком Торы, единичные исключения попадаются в римских катакомбах. Второй тип — менора, окружённая всеми четырьмя священными предметами (набор их в Израиле и диаспоре неодинаков). Менору в диаспоре чаще изображали саму по себе, а в Земле обетованной — в композициях. Причины такого расхождения неизвестны.

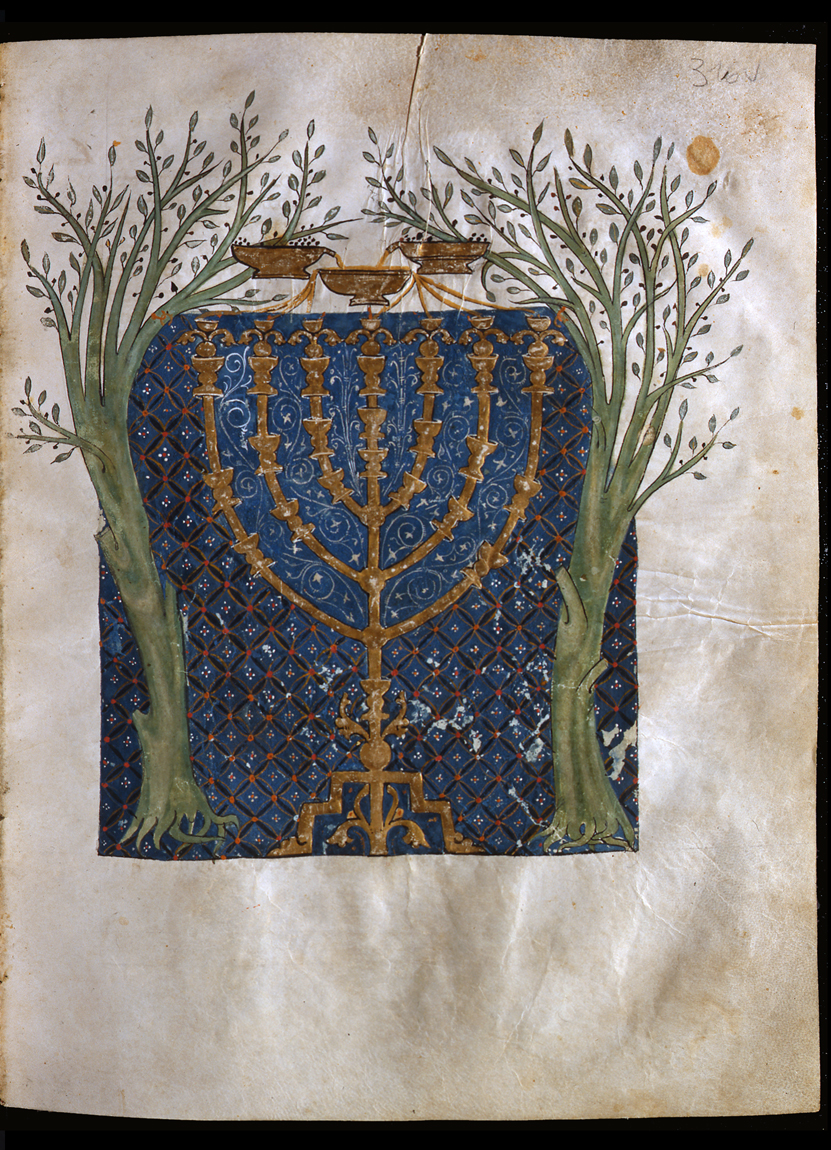
Менора Захарии. Миниатюра «Библии из Серверы» (лист 316v)

### Менора в средневековом искусстве
В христианском искусстве образ меноры фиксируется уже с VI века. В римской церкви св. Косьмы и Дамиана, мозаики которой выполнены в понтификат Феликса IV, над апсидой помещены семь светильников, расположенных несимметрично: четыре по одну сторону Агнца Божьего и три — по другую. Джон Осборн акцентировал внимание на том, что эта церковь была построена на фундаменте Храма Мира, в котором когда-то хранилась менора Второго Храма. На это намекает и стихотворное посвящение, присутствующее на мозаике.
Изображения меноры достаточно часто встречаются в средневековом книжном искусстве, причём и еврейском, и христианском. Соответствующие рукописи создавались как в Испании с её многочисленной еврейской общиной, так и во Франции и Германии. Одним из наиболее ранних изображений меноры имеется в Амиатинском кодексе, который восходил к архетипу VI века. Б. Наркисс в монографии «Еврейские иллюминированные рукописи» (1969) выделял пять важнейших манускриптов с изображениями меноры, в том числе Ленинградский кодекс, выполненный в Египте в 1008 году, а также португальскую «Библию из Серверы», законченную в 1300 году. Пять рукописей были выделены из-за того, что полностью отражали контексты страны и времени. Так, Ленинградский кодекс демонстрирует сильное влияние иконоборческих традиций и исламского искусства с его тяготением к абстрактным узорам, тогда как Библия из Серверы переписана под сильным влиянием французской готики. В церквях Италии, Германии и Франции также часто можно встретить изображения меноры.
В исламском искусстве менора, по С. Файну, появилась единственный раз — в изображении на бронзовых монетах времени исламизации Иерусалима. Ранний Халифат использовал символику покорённых ими сасанидских и византийских территорий, в том числе монетные легенды. На исламских монетах с менорой она имеет обычный для VII века вид — с семью ветвями, соединёнными сверху перемычкой, но с арабской легендой — формулой Шахады, помещённой на аверсе и реверсе. Монеты эти появились примерно в 696/697 году и выпускались краткое время. Иерусалим в эпоху Омейядов именовался Бейт аль-Макдис, «город Храма», что является калькой с еврейского Бейт ха-Микдаш.

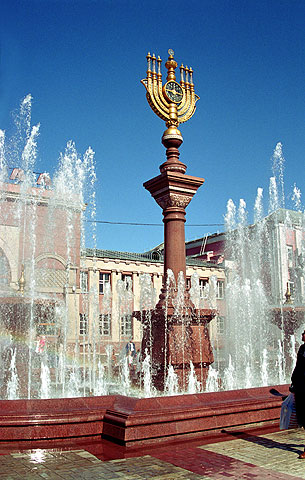
Монумент в форме меноры на привокзальной площади Биробиджана

### Менора в искусстве Нового времени
В Новое время изображения меноры стали встречаться чаще, и прежде всего при украшении синагог: в витражах, настенных росписях, мозаиках. Несмотря на талмудические запреты, на рубеже XIX—XX веков в моду вошли металлические меноры-канделябры, которые, в подражание античным мозаикам, могут устанавливаться по обе стороны от синагогального ковчега. Бенно Элькан создал несколько бронзовых менорот, одна из которых установлена в Вестминстерском аббатстве, а другая — у здания Кнессета в Иерусалиме. Во время «Еврейского возрождения» менора часто встречалась в изобразительном искусстве. Форма светильника, в соответствии с традиционными представлениями, слагалась из цветочных стеблей — символа возрождения. Поскольку Мишна запрещала изображение храмовой утвари в её подлинном виде, художники использовали изображения меноры с иным количеством ветвей: у Марка Шагала — часто 6 ветвей, у Эль Лисицкого и Натана Альтмана — пять. Марк Шагал также выполнил витраж с менорой в синагоге Хадасса в Иерусалиме. В литературе образ меноры встречался несравнимо реже, однако Стефан Цвейг посвятил этой теме новеллу 1936 года «Погребённый светильник» (нем. Der begrabene Leuchter), опубликованную в Вене. Цвейг основывал сюжет своего повествования на «Истории Рима в средние века» Грегоровиуса, причём из-за того, что немецкий учёный чрезвычайно сочувственно относился к евреям, его труды в 1935 году были переизданы в книжной серии Schocken Bucherei, издаваемой в нацистской Германии издателем-сионистом Залманом Шокеном как форма скрытого сопротивления. Менора, как и храмовые сокровища, занимает определённое место в романе Роберта Грейвза «Граф Велизарий» (1938), который в некоторой степени был ответом нацистской пропаганде. Тем не менее, Грейвз также скептически относился к сообщениям Прокопия и считал, что перемещение храмовых сокровищ в Иерусалим было инспирировано духовенством и патриархом Иерусалима, чтобы доказать прочность христианской веры.

## Функции меноры

### Скиния и Храм

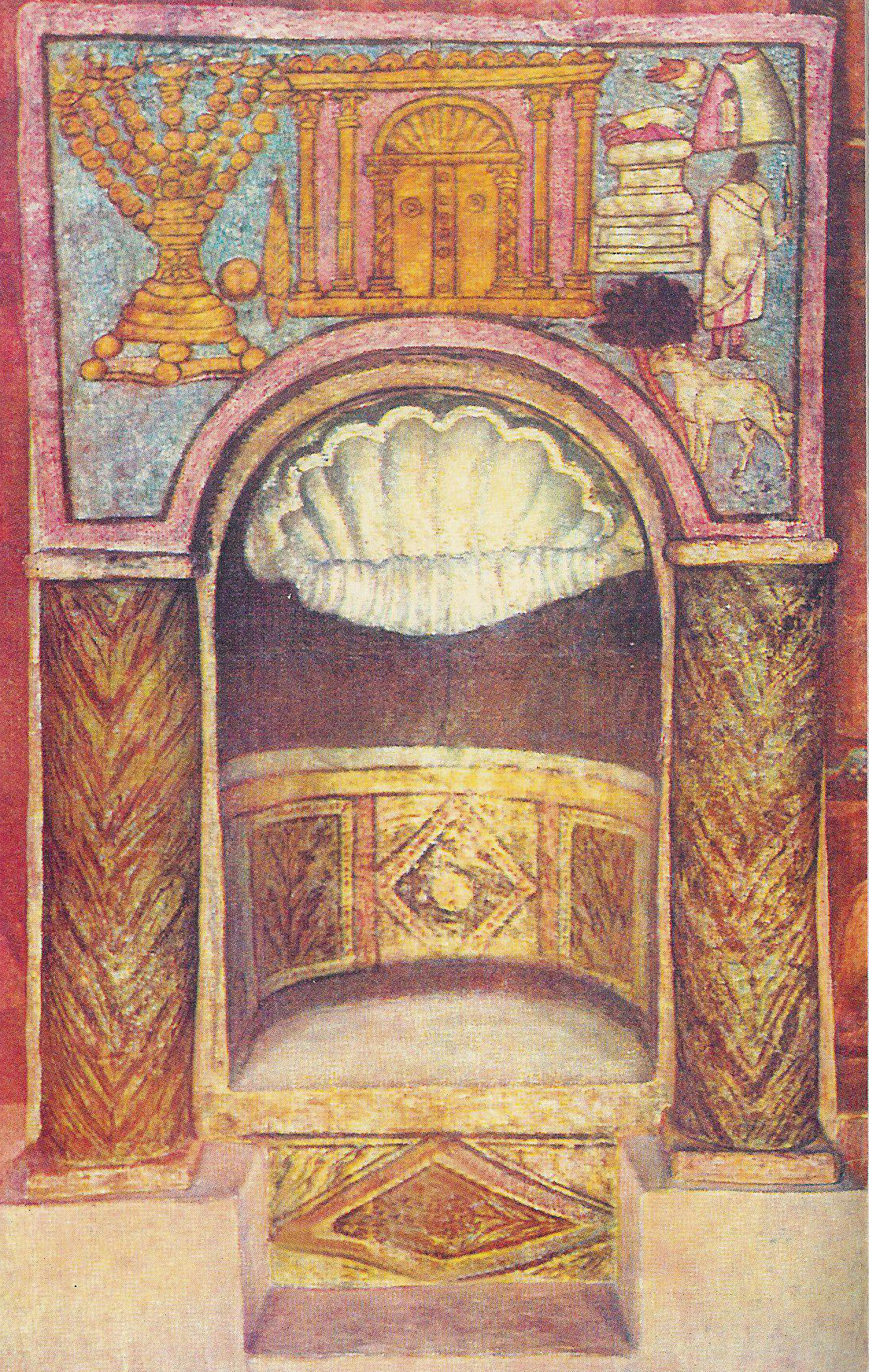
Ниша в синагоге Дура-Европос, сверху изображение ковчега и меноры

Храмовые светильники обнаруживаются на раскопках во всех регионах Ближнего Востока и Средиземноморья. Такого рода светильники изображаются на печатях нововавилонского периода. Сохранился также бронзовый канделябр, пожертвованный урартским царем Менуа (около 810—786 годы до н. э.) богу Халди. Практически к одному времени — VII веку до н. э. — относятся бронзовые храмовые канделябры в Топрак-кала (Урарту) и Герайоне на острове Самос (Греция), которые, несомненно, использовались при ритуалах. Библейские тексты весьма подробно описывают функцию меноры в ритуале Скинии и Первого Храма. Традиция, по-видимому, предусматривала возжигание светильника только в ночное время (Исх. 27:20—21, Исх. 30:7—8, Лев. 24:1—4, Чис. 8:1—4). Ритуалы Первого Храма предусматривали принесение Богу каждое утро и каждый вечер всесожжения и ладанного воскурения, а также предложение хлебов (Вторая книга хроники 13:11). Ритуалы Второго Храма нашли отражение в Талмуде (Мишна, Тамид, 3:9). Судя по этому описанию, высота храмовой меноры была такова, что священнику приходилось взбираться на три каменные ступеньки, чтобы очистить светильники, обрезать фитили и заправить их маслом. По всем вышеперечисленным свидетельствам (а также Йома 33a, Менахот 86b, 89a) в Скинии и Первом Храме Вечный Свет (Нер Тамид, др.-евр. נֵר תָּמִיד‬) был единственным светильником с одним фитилём, от огня которого возжигались все остальные. Во II веке до н. э. Гекатей Абдерский утверждал, что в Иерусалиме был «светильник, который горел и днём, и ночью», а у Иосифа Флавия утверждалось, что из семи фитилей меноры днём горели три. Это может означать, что храмовый ритуал менялся после кодификации Торы и строительства Второго Храма. Судя по мозаичным изображениям, в синагогах показаны и подвесные лампы, которые даже могут свисать на цепях от ветвей меноры или ковчежца с Торой. По-видимому, Вечным Светом могли именовать центральный светильник меноры. Распространение изображений меноры могло быть связано с тем, что во время величайших праздников — Песаха, Шавуот и Суккот — менору и стол предложения выносили для паломников, которые могли подойти и коснуться их; по другой версии, отдёргивались заветы-парохет от врат святилища. Это может объяснить находку граффити, изображающих менору и стол в частном доме в Иерусалиме: владелец дома или гость могли видеть эти святыни и пожелать запечатлеть их на память. Открытие святынь для широкой публики вызвало дискуссию фарисеев и саддукеев (сохранившуюся в передаче таннаев) о том, до́лжно ли священникам прикасаться к священным сосудам до их очищения.

### Синагогальная менора

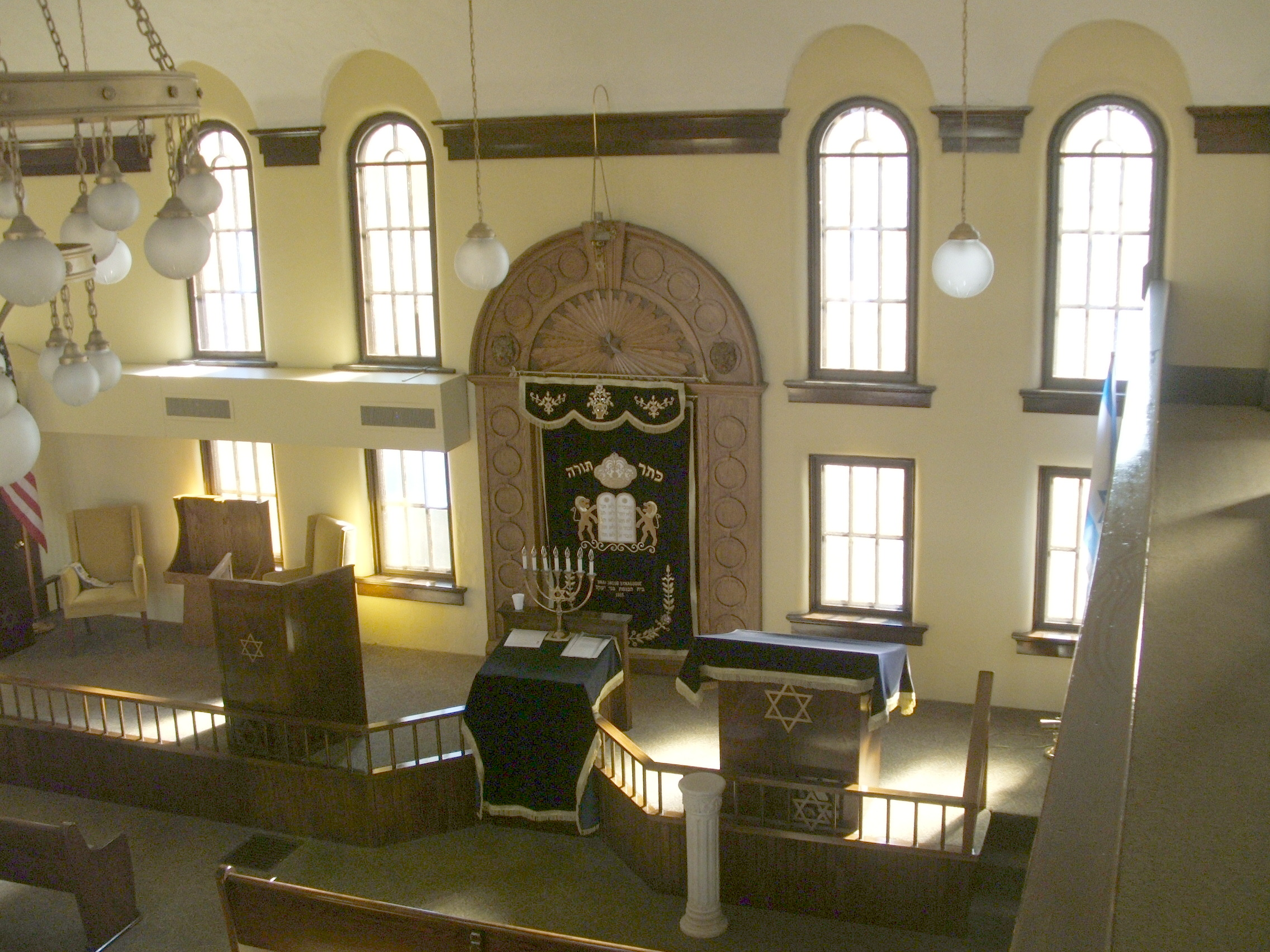
Вид на бему синагоги Бнай Яаков в Отумва (Айова, США). Менора установлена перед синагогальным ковчегом

Функция и расположение меноры в древних синагогах являются предметом дискуссий. Одним из важнейших вопросов является существование отдельно стоящих менорот, используемых в ритуалах. Трёхмерные меноры обнаружены во время раскопок, для их помещения могли служить ниши, также обнаруживаемые археологами. Фрески и мозаики также указывают на существование ритуалов, связанных с менорами. Формы и размеры обнаруженных в Израиле и диаспоре (Сардис) менорот весьма схожи. По-видимому, их помещали рядом с ковчегом для Торы, причём в синагоге Эштемоа было три ниши, одна из которых предназначалась для хранения свитков Писания, а расположенные по обе стороны от неё — для менорот. В Сусии меноры, вероятно, были установлены на бему (возвышение) перед или рядом с нишей для храмовых свитков. Такое расположение менор объясняет, почему обнаруженные археологами каменные образцы украшены рельефами и орнаментами только с лицевой стороны. Однако меноры из Маона в Иудее и в Сардисе можно было обозревать со всех сторон. В Сардисе же была обнаружена греческая посвятительная надпись, в которой речь шла о гепитамуксионе, т. е. «семиветвящемся светильнике», некоего Аврелия Гермогена, вероятно, ювелира. Однако неясно, шла ли речь об изображении или трёхмерном объекте из мрамора или бронзы. В «Мегиле» Иерусалимского Талмуда (3:2a) говорится, что менора была сделана или освящена неким Антонием, другом рабби Сефоризора Тиверийского, о чём свидетельствовала посвятительная надпись. Находка в Сардисе, где на меноре было вырезано имя Сократа, подтверждает эти сведения. Судя по фрагменту из Каирской генизы, менору использовали в ежедневном ритуале, причём возжигание её светильников служило ритуальным календарём, так что все семь ламп загорались в субботу.
В раскопанных синагогах начала нашей эры изображение меноры иногда сопровождается словом «мир» (шалом) или целой формулой из 125 псалма (в Синодальном переводе Пс. 124:5): «Мир на Израиля!» (др.-евр. עֹשֵׂה שָׁמַיִם וָאָרֶץ׃‬). Такого рода надписи представлены в Бет-Шеане, Хусейфе и Иерихоне. Подобного рода надписи присутствовали и на Западе: так, в синагоге VII века в Оше посвятительная надпись на напольной мозаике заканчивается словом шалом и изображением меноры. Такая же формула в сопровождении меноры с шофаром и лулавом в изобилии встречается на еврейских надгробиях в Риме, Милане, Неаполе, Катании. Иногда добавляется и «аминь». По-видимому, указанная надпись должна возвещать бессмертие Израиля, а не только души погребённого. Менора в этом контексте, вероятно, имела литургическое значение.
В Талмуде (Рош Ха-Шана 24b; Абода Зара 43b; Менахот 28b) строго воспрещалось точно воспроизводить храмовую утварь, включая семисвечник, и в среде религиозных иудеев эти запреты во многом исполняются и в наши дни. С другой стороны, археологические находки свидетельствуют, что ещё в византийскую эпоху запрет не исполнялся даже на территории Палестины. Существует также версия, что введение в конструкцию меноры горизонтального стержня, соединяющего ветви, на вершины которых ставились лампы, было средством обхода талмудических запретов. Кроме того, Дж. Гутман предполагал, что поскольку запрет содержался в барайте Вавилонского Талмуда, в раннем средневековье он не распространялся на Палестину. Существует также свидетельство Грегоровиуса («История Рима» 2, 2, 3), что во время правления Теодориха римские евреи возжигали по субботам и праздникам в синагоге позолочённый семирожковый светильник. Ханукии не нарушали талмудических предписаний.

### Ханукальные светильники

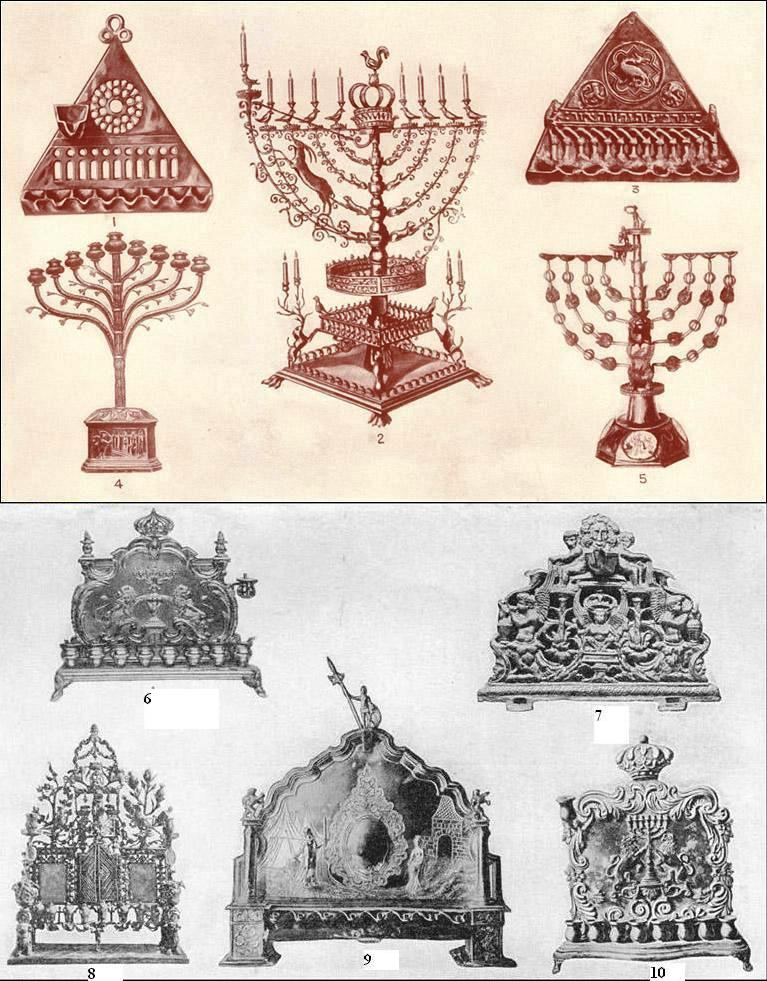
Разновидности ханукальных светильников

Р. Хахлили отмечала, что в литературе, да и в повседневном обиходе, может возникнуть путаница между менорой и ханукальными светильниками. Ханукия имеет 9, а не 7 ветвей, а её возникновение восходит к освящению Второго Храма в день 25 кислева (165 год до н. э.). Судя по описанию во второй Маккавейской книге (2Мак. 4:49—57, 2Мак. 10:6—8) и у Иосифа Флавия («Иудейские древности» 12. 323, 325—326), праздник, длившийся 8 дней, тогда назывался Скинии, и его ритуал более напоминал современный Суккот. Девятиствольный ханукальный светильник напоминает о восстановлении Храма и освобождении Иудеи. Собственно, название «Ханука» впервые появилось в Мегила Таанит (Шаббат, 21b). В этом трактате говорится, что когда Маккавеи вернули Храм, там оставалось масла на однодневную службу, но чудесным образом светильник горел восемь дней, в память о чём и была введена такая продолжительность праздника. После утраты Храма Ханука стала семейным, а не храмовым праздником.
Ханукия включает девять ламп — центральную (шамаш, др.-евр. שמש‬) и расположенные на восьми боковых ветвях; центральный светильник предназначен для разжигания остальных. Первый светильник возжигается в первый день Хануки и во все последующие, второй — во второй, и так далее. Ханукию зажигают в окне или у входа в дом в период между закатом и полным наступлением темноты, как предписано Талмудом. Вероятно, форма ханукии воспроизводит вид античного полимикса, то есть многофитильных ламп. С эпохи Средневековья ханукии делают преимущественно из металла, а их форма намного многообразнее, чем у менорот. Функционально они также различаются, хотя и связаны с Храмом: менора — священный храмовый атрибут, ханукия — принадлежность конкретного праздника, не используемая в других ритуалах.

## Менора в авраамических конфессиях

### Самаритянство

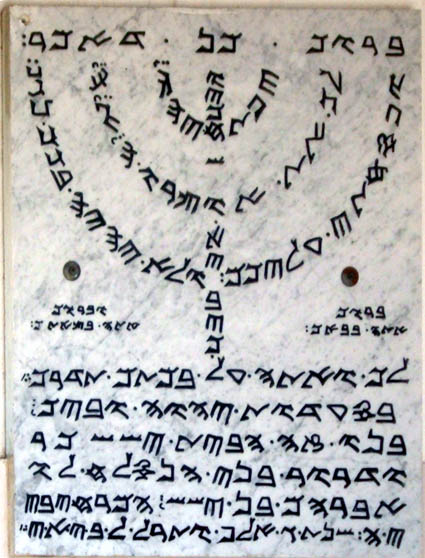
Самаритянская мезуза с каллиграфической менорой

Происхождение самаритянской общины неясно, а существовавшие мифологические версии оказались опровергнуты по мере прогресса текстологии и археологии. По современным представлениям, самаритянская версия Писания со специфическими особенностями стала формироваться в II—I веках до н. э. Главная особенность восприятия Торы у самаритян в том, что главным священным местом считается гора Геризим. В «Иудейских древностях» (8. 2—7; 11.7.2) утверждается, что Саналлал, правитель Самарии, построил после смерти Александра Великого на горе Геризим большой храм, разрушенный Иоанном Гирканом. По преданию, в начале IV века самаритяне под руководством Баба Рабба построили синагогу на месте разрушенного храма на горе Геризим и стали осваивать Самарию. Император Зенон развернул на них гонения и построил на месте синагоги церковь. В 484 году самаритяне захватили Наблус (по-гречески Неаполис) и постепенно освоили Изреэльскую долину и вышли к побережью. Во время восстания 529 года самаритяне захватили Кесарию и Бет-Шеан, но на этом политические успехи их общины закончились.

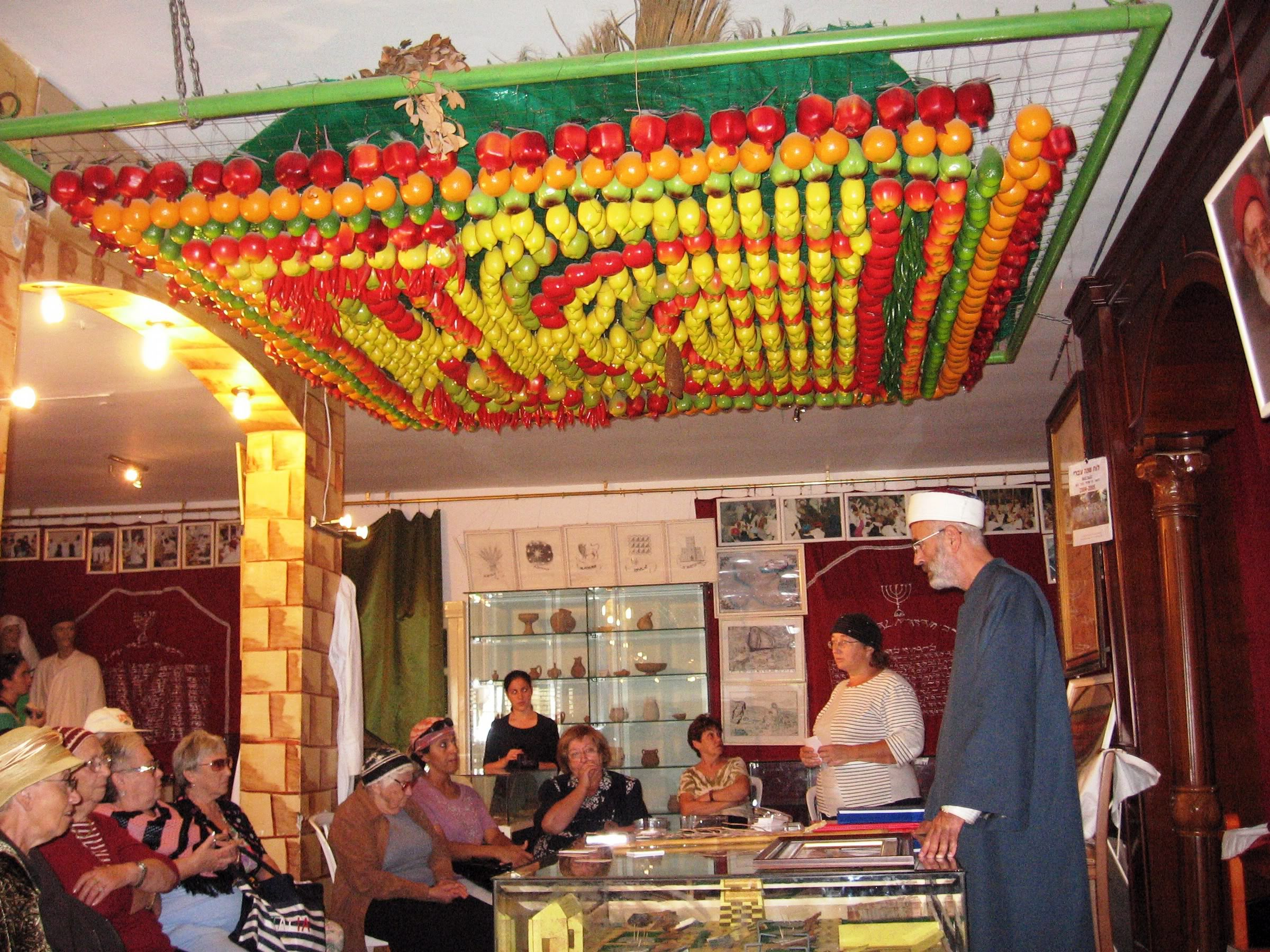
Менора из фруктов Самарии на потолке шалаша. Самаритянская интерпретация библейского отрывка — как указания об украшении шалаша

В целом археологической службе Израиля по разным источникам известно местоположение 20 самаритянских синагог, но только 7 из них были раскопаны или, по крайней мере, обследованы. Две из них, IV—V веков, расположены в Хирбет-Самаре и Эль-Хирбе. В Бет-Шеане А расположена синагога, по преданию, основанная самим Бабой Рабба. Во всех случаях идентификация происходит из-за наличия надписей или граффити самаритянским письмом. Все эти синагоги ориентированы на гору Геризим. В Эль-Хирбе сохранился мозаичный пол синагоги, на котором изображены храм с колоннами, менора, вокруг которой две трубы, шофар, лулав и этрог. В центре — стол хлебов предложения. Почти такой же набор предметов (менора, стол предложения и две трубы) помещён на рельефе Арки Тита в Риме. На мозаичном полу в Хирбет-Самаре изображён ковчег с четырьмя колоннами и фронтоном, который, вероятно, символизировал самаритянский Храм. Достаточно распространены и погребальные глиняные лампы, которые встречаются в Самарии и Бет-Шеане, которые имеют стандартную форму и выполнены в едином стиле; простой геометрический орнамент включает и меноры. Обычно их датируют III—IV веками. Принадлежность их именно самаритянам подтверждается символами горы Геризим, изображениями ножей или кинжалов, отсутствием фигуративных изображений и наличием самаритянских надписей. Изображения меноры обычно имеют 5 или 7 ветвей, которые имеют линейную или прямоугольную форму и легко отличимы от еврейских. На изделиях византийского периода могут быть не только самаритянские, но и греческие надписи.

### Христианство

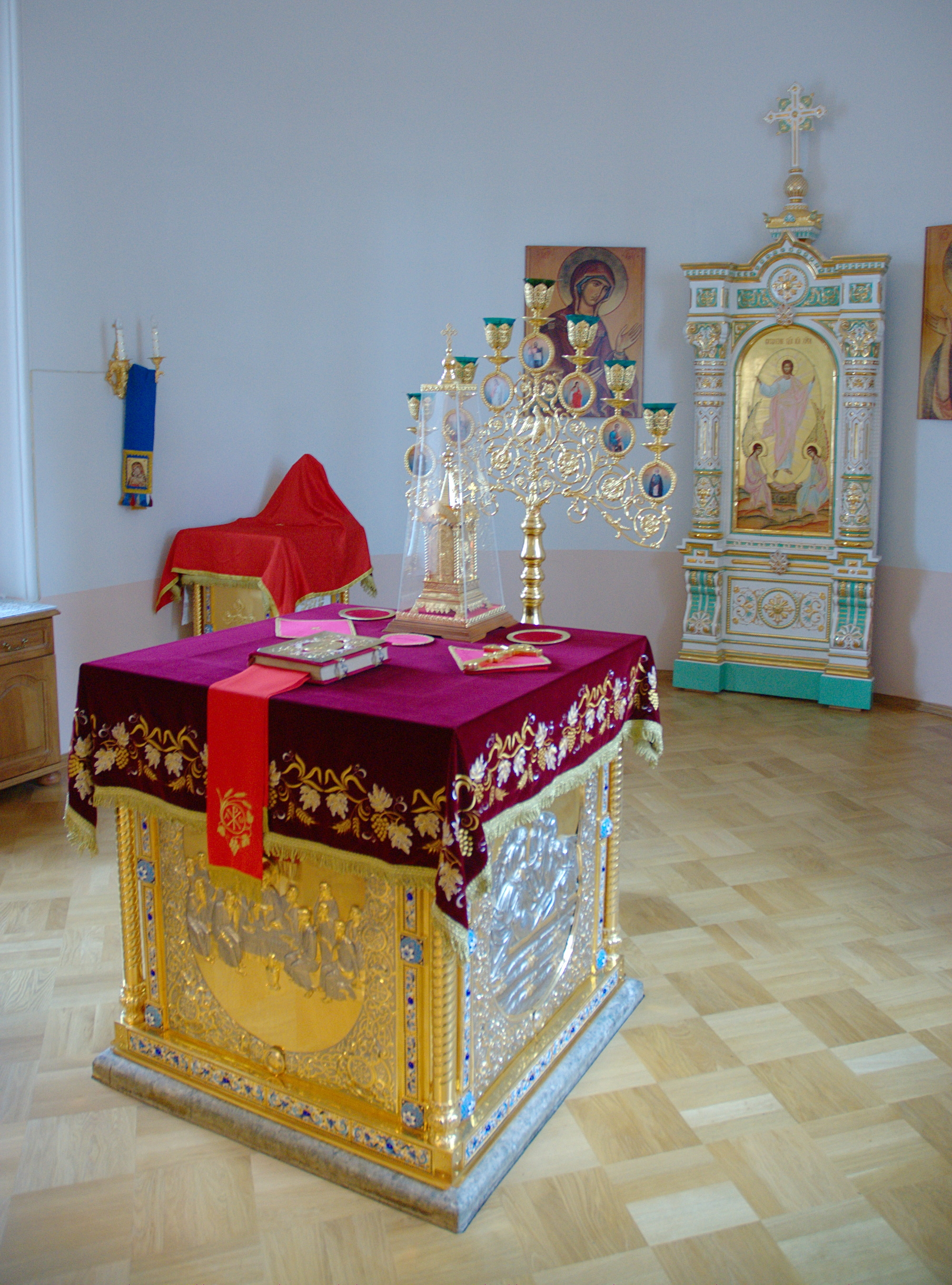
Центральная часть заалтарного помещения православной церкви, престол. Воскресенский скит, Валаамский монастырь, Карелия

Вопрос, насколько раннехристианская церковь использовала иудейскую символику, весьма далёк от разрешения. Во всяком случае, примерно до 800-х годов возможно проследить использование меноры в символике и практике разных христианских церквей. Христианская церковь использует символы семисвечника и ковчега, которые подчёркивают преемственность с ветхозаветной святостью. Менора также напрямую отсылала к Храму Соломона и в этом контексте была помещена на фасад Пражского собора и собора в Нойбергском аббатстве. По мнению Р. Хахлили, изображения меноры в христианском искусстве восходят не только к описаниям в Библии и у Иосифа Флавия, но и к рельефам Арки Тита. Прямую связь можно установить для готического канделябра XV века в церкви Санта-Мария в Вультурелле.
Семисвечник в христианской церковной практике имеет двоякое значение: с одной стороны, он символизирует менору Скинии и Храма, с другой — представляет Духа Святого. Эти значения сливаются и указывают на то, что Церковь — новый, более совершенный Храм. Поскольку таинства в Церкви совершаются Духом Святым, то семисвечник, поставленный между престолом и горним местом, указывает также на семь церковных таинств. Число семь знаменует полноту и совершенство. Семь ветвей светильника обозначают богатство Божественной благодати.
Археологические данные по Палестине свидетельствуют, что ещё в VI веке христиане равно часто использовали крест и менору. При раскопках византийского дома на Храмовой горе было обнаружено настенное изображение меноры среди символов шофара и ладана, над которой был помещён крест. На Голанах было обнаружено более 20 символов Древа Жизни — меноры, соединённой с крестом. На руинах церкви VI века в Авдате обнаружена менора в окружении двух крестов и пальмовых листьев с греческой надписью. На алтаре церкви в Пелле были равно изображены менора и крест. В Катании (Сицилия) в церкви IV—V века изображена пятирукая менора, рядом с которой помещён крест, вписанный в круг. На лампе из Карфагена изображена престольная фигура (возможно, Спаситель), держащая крест, у ног её — перевёрнутая менора. Символы креста и меноры нанесены также на лампы в Иерусалиме, которые отождествляют с предметами христианского паломничества, они были распространены в VI—VIII веках. На некоторых находках были нанесены греческие надписи.
Соединение символов меноры и креста на предметах христианского обихода в древности ставит вопрос об интерпретации. Основных объяснений два: либо эти предметы принадлежали обращённым евреям, либо некоторые христиане переносили еврейскую символику на новую веру. Ранние Отцы Церкви именовали менору одним из символов Христа. Однако следует иметь в виду, что христианские семисвечники отличаются по форме от еврейских.

## Комментарии
1. ↑  Специалист по еврейскому эллинизму Ганс Леви (1904—1945) был склонен доверять традиции и считал, что параллельные сюжеты у Прокопия свидетельствуют, что храмовые сокровища были разделены. Кроме того, он, ссылаясь на «Отот ха-Машиах», полагал, что менора хранилась в Библиотеке Юлиана в Константинополе, где существовала, как минимум до Первого крестового похода. Ранее Самуэль Краус[англ.] доказывал, что «Юлиан» апокалиптического текста на самом деле «Юстиниан», поскольку в ранних рукописях орфография нестабильна[32].

Менора на гербе Израиля